# Bahnstrecke Ibbenbüren–Hövelhof
| TWE-Streckenkarte um 1925 | |                                                       |                                                       |
| Streckennummer (DB): | 9163 (Versmold inkl. – Gütersloh) 9164 (Gütersloh – Hövelhof) 9165 (Ibbenbüren – Versmold exkl.) 9166 (Brochterbeck – Hafen Saerbeck) |                                                       |                                                       |
| Kursbuchstrecke (DB): | 12400 (Museumsbahn „Teuto-Express“)                                                                                                   |                                                       |                                                       |
| Kursbuchstrecke: | 222q (Ibbenbüren Ost – Hövelhof 1946)                                                                                                 |                                                       |                                                       |
| Streckenlänge: | 93 km |                                                       |                                                       |
| Spurweite: | 1435 mm (Normalspur) |                                                       |                                                       |
| Streckenklasse: | C4 |                                                       |                                                       |
| Maximale Neigung: | 12,5 ‰ |                                                       |                                                       |
| Minimaler Radius: | 180 m |                                                       |                                                       |
| Streckengeschwindigkeit: | 50 km/h |                                                       |                                                       |
| | |                                                       |                                                       |
| Streckeneigentümer: | Ibbenbüren–Versmold (exkl.): LWS Lappwaldbahn ServiceVersmold (inkl.)–Hövelhof: Teutoburger Wald Eisenbahn                            |                                                       |                                                       |
| \| \| \| Hannöversche Westbahn von Rheine \| \| \| \| 0,0 \| Ibbenbüren (DB) ⊙ \| Ibbenbüren (DB) ⊙ \| \| \| 0,1 \| Hannöversche Westbahn nach Osnabrück \| Hannöversche Westbahn nach Osnabrück \| \| \| \| \| \| \| \| \| bis 1964 Kopfgleis mit Bahnsteig, danach Anst Schäfer \| \| \| \| \| \| \| \| \| 0,540 \| Infrastrukturgrenze DB/LWS \| Infrastrukturgrenze DB/LWS \| \| \| \| Schutzweiche (DB-Weiche 36) \| \| \| \| 0,6 \| Ibbenbüren Ost \| Ibbenbüren Ost \| \| \| 1,9 \| Ibbenbüren Aasee ⊙ \| Ibbenbüren Aasee ⊙ \| \| \| \| Ibbenbürener Aa \| \| \| \| \| A 30 \| \| \| \| 4,1 \| Bocketal \| Bocketal \| \| \| (7,2) \| Hafen Saerbeck (in Ibbenbüren-Dörenthe) \| Hafen Saerbeck (in Ibbenbüren-Dörenthe) \| \| \| (5,7) \| BÜ Münsterstr. (B 219) \| BÜ Münsterstr. (B 219) \| \| \| (5,1) \| Anst Dörenthe \| Anst Dörenthe \| \| \| \| \| \| \| \| (0,0)6,2 \| Brochterbeck \| Brochterbeck \| \| \| 10,0 \| Tecklenburg \| Tecklenburg \| \| \| \| A 1 \| \| \| \| 12,1 \| EÜ Tecklenburger Str. \| EÜ Tecklenburger Str. \| \| \| 14,7 \| Lengerich (Westf) Stadt \| Lengerich (Westf) Stadt \| \| \| 15,5 \| ehem. Industriestammgleis Stadt Lengerich \| ehem. Industriestammgleis Stadt Lengerich \| \| \| 17,1 \| Lengerich-Hohne Pbf \| Lengerich-Hohne Pbf \| \| \| \| Hauptstrecke Wanne-Eickel–Hamburg \| \| \| \| \| Infrastrukturgrenze DB/LWS \| \| \| \| \| Bw Lengerich-Hohne (TWE-Fahrzeughalle) \| \| \| \| \| Dyckerhoff (Anst) \| \| \| \| \| Bw Lengerich-Hohne \| \| \| \| 18,4 \| Lengerich-Hohne Gbf (Abzw) \| Lengerich-Hohne Gbf (Abzw) \| \| \| 18,7 \| Lengerich-Hohne \| Lengerich-Hohne \| \| \| 20,7 \| Höste \| Höste \| \| \| 22,4 \| Westerbeck \| Westerbeck \| \| \| 24,6 \| Lienen \| Lienen \| \| \| 25,2 \| Ihmels (Anst) \| Ihmels (Anst) \| \| \| 26,140 \| Landesgrenze Nordrhein-Westfalen/Niedersachsen \| Landesgrenze Nordrhein-Westfalen/Niedersachsen \| \| \| 28,1 \| EÜ Zwischen den Wellen ⊙ \| EÜ Zwischen den Wellen ⊙ \| \| \| 28,9 \| BÜ Münsterstr. (B 51) \| BÜ Münsterstr. (B 51) \| \| \| 28,9 \| Bad Iburg \| Bad Iburg \| \| \| 29,9 \| EÜ Am Kreuzbrink ⊙ \| EÜ Am Kreuzbrink ⊙ \| \| \| 30,0 \| Glaner Bach⊙ \| Glaner Bach⊙ \| \| \| 30,5 \| EÜ Schulstr. ⊙ \| EÜ Schulstr. ⊙ \| \| \| \| Remseder Bach \| \| \| \| \| Bever (Salzbach) \| \| \| \| 35,9 \| Bad Laer \| Bad Laer \| \| \| 39,0 \| Müschen \| Müschen \| \| \| \| Bever (Süßbach) \| \| \| \| \| Landwehrbach \| \| \| \| 40,620 \| Landesgrenze Niedersachsen/Nordrhein-Westfalen ⊙ \| Landesgrenze Niedersachsen/Nordrhein-Westfalen ⊙ \| \| \| 42,4 \| Kühlhaus (Anst, zzt. gesperrt) \| Kühlhaus (Anst, zzt. gesperrt) \| \| \| 42,870 \| Infrastrukturgrenze LWS/TWE \| Infrastrukturgrenze LWS/TWE \| \| \| 43,1 \| Transgas (Anst) \| Transgas (Anst) \| \| \| 43,7 \| BÜ Westheider Weg (B 476) \| BÜ Westheider Weg (B 476) \| \| \| \| Brüninghaus (Anst) \| \| \| \| 44,1 \| Versmold ⊙ \| Versmold ⊙ \| \| \| \| Aabach/Bockhorster Bach \| \| \| \| \| Ziegenbach \| \| \| \| \| neue Hessel \| \| \| \| \| alte Hessel \| \| \| \| 48,6 \| Niedick ⊙ \| Niedick ⊙ \| \| \| \| Loddenbach \| \| \| \| \| Rhedaer Bach \| \| \| \| (3,0) \| Harsewinkel West \| Harsewinkel West \| \| \| \| EÜ Münsterstr. (B 513) \| \| \| \| \| \| \| \| \| (0,0)52,3 \| Claas (Anst) ⊙ \| Claas (Anst) ⊙ \| \| \| \| \| \| \| \| \| Abrooksbach \| \| \| \| 54,9 \| Harsewinkel ⊙ \| Harsewinkel ⊙ \| \| \| \| Wöstenbach \| \| \| \| 58,1 \| Marienfeld (Westf) ⊙ \| Marienfeld (Westf) ⊙ \| \| \| \| Lutter \| \| \| \| \| Welplagebach \| \| \| \| 60,7 \| Niehues ⊙ \| Niehues ⊙ \| \| \| 62,3 \| Flugplatz (Awanst) ⊙ \| Flugplatz (Awanst) ⊙ \| \| \| 64,0 \| Blankenhagen ⊙ \| Blankenhagen ⊙ \| \| \| 64,3 \| E.ON (Anst, ehem. VEW) \| E.ON (Anst, ehem. VEW) \| \| \| \| Schlangenbach \| \| \| \| 66,9 \| BÜ Berliner Str. (B 61) \| BÜ Berliner Str. (B 61) \| \| \| \| \| \| \| \| 67,4 \| EÜ Carl-Miele-Str. \| EÜ Carl-Miele-Str. \| \| \| \| Diekötter (Anst) \| \| \| \| 68,0 \| Gütersloh Nord ⊙ \| Gütersloh Nord ⊙ \| \| \| 68,3 \| Kemena (Anst, ehem. Sewerin) \| Kemena (Anst, ehem. Sewerin) \| \| \| 68,9 \| Amtenbrink (Anst) \| Amtenbrink (Anst) \| \| \| \| Gütersloh Hbf VzG-Strecke 1700 ⊙ \| \| \| \| \| Gütersloh Hbf VzG-Strecke 2990 \| \| \| \| \| Infrastrukturgrenze DB/TWE \| \| \| \| 69,4 \| Gütersloh Hbf (Abzw) ⊙ \| Gütersloh Hbf (Abzw) ⊙ \| \| \| 70,0 \| Gütersloh Carl-Miele-Str. \| Gütersloh Carl-Miele-Str. \| \| \| 70,5 \| Wolters (Anst) \| Wolters (Anst) \| \| \| 70,8 \| Gütersloh Sunderweg \| Gütersloh Sunderweg \| \| \| 71,1 \| Lienke + Anst Drahtwolf (Anst, zzt. gesperrt) \| Lienke + Anst Drahtwolf (Anst, zzt. gesperrt) \| \| \| \| Dalke \| \| \| \| 73,1 \| Gütersloh Ost (ehem. Sundern) ⊙ \| Gütersloh Ost (ehem. Sundern) ⊙ \| \| \| \| Knisterbach \| \| \| \| 73,8 \| Spexard \| Spexard \| \| \| 74,1 \| Spexard \| Spexard \| \| \| \| A 2 \| \| \| \| \| Wiedey \| \| \| \| 75,1 \| Gütersloh Ubf (KLV-Terminal City GT Logistik) \| Gütersloh Ubf (KLV-Terminal City GT Logistik) \| \| \| 75,4 \| Stockbrügger (Anst) \| Stockbrügger (Anst) \| \| \| \| alter Ölbach \| \| \| \| \| neuer Ölbach \| \| \| \| 76,2 \| Varensell ⊙ \| Varensell ⊙ \| \| \| 78,0 \| Verl West \| Verl West \| \| \| 80,0 \| Verl ⊙ \| Verl ⊙ \| \| \| 81,9 \| Bornholte ⊙ \| Bornholte ⊙ \| \| \| \| Rodenbach \| \| \| \| \| Wapelbach \| \| \| \| 84,9 \| Kaunitz ⊙ \| Kaunitz ⊙ \| \| \| \| Sennebach \| \| \| \| \| Furlbach \| \| \| \| 88,7 \| Espeln-Riege ⊙ \| Espeln-Riege ⊙ \| \| \| \| Ems \| \| \| \| \| Hallerbach \| \| \| \| 92,6 \| Infrastrukturgrenze TWE/DB \| Infrastrukturgrenze TWE/DB \| \| \| \| Sennebahn von Bielefeld ⊙ \| \| \| \| 93,4 \| Hövelhof (DB) ⊙ \| Hövelhof (DB) ⊙ \| \| \| \| Sennebahn nach Paderborn \| \| \| \| \| \| \| \| Quellen: [1][2] \| \| \| \| | |                                                       |                                                       |
| Strecke | | Hannöversche Westbahn von Rheine                      | Hannöversche Westbahn von Rheine                      |
| Bahnhof | 0,0 | Ibbenbüren (DB) ⊙                                     | Ibbenbüren (DB) ⊙                                     |
| Abzweig geradeaus und nach links | 0,1 | Hannöversche Westbahn nach Osnabrück                  | Hannöversche Westbahn nach Osnabrück                  |
| | |                                                       |                                                       |
| Kopfbahnhof Streckenanfang (Strecke außer Betrieb) · Strecke | | bis 1964 Kopfgleis mit Bahnsteig, danach Anst Schäfer | bis 1964 Kopfgleis mit Bahnsteig, danach Anst Schäfer |
| | |                                                       |                                                       |
| Strecke (außer Betrieb) · Wechsel des Eisenbahninfrastrukturunternehmens | 0,540 | Infrastrukturgrenze DB/LWS                            | Infrastrukturgrenze DB/LWS                            |
| Strecke nach links (außer Betrieb) · Abzweig geradeaus und von rechts | | Schutzweiche (DB-Weiche 36)                           | Schutzweiche (DB-Weiche 36)                           |
| Dienststation / Betriebs- oder Güterbahnhof | 0,6 | Ibbenbüren Ost                                        | Ibbenbüren Ost                                        |
| Haltepunkt / Haltestelle | 1,9 | Ibbenbüren Aasee ⊙                                    | Ibbenbüren Aasee ⊙                                    |
| Brücke über Wasserlauf | | Ibbenbürener Aa                                       | Ibbenbürener Aa                                       |
| | | A 30                                                  |                                                       |
| ehemaliger Haltepunkt / Haltestelle | 4,1 | Bocketal                                              | Bocketal                                              |
| Betriebs-/Güterbahnhof Streckenanfang · Strecke | (7,2) | Hafen Saerbeck (in Ibbenbüren-Dörenthe)               | Hafen Saerbeck (in Ibbenbüren-Dörenthe)               |
| Bahnübergang · Strecke | (5,7) | BÜ Münsterstr. (B 219)                                | BÜ Münsterstr. (B 219)                                |
| Blockstelle · Strecke | (5,1) | Anst Dörenthe                                         | Anst Dörenthe                                         |
| Strecke nach links · Abzweig geradeaus und von rechts | |                                                       |                                                       |
| Bahnhof | (0,0)6,2 | Brochterbeck                                          | Brochterbeck                                          |
| Bahnhof | 10,0 | Tecklenburg                                           | Tecklenburg                                           |
| | | A 1                                                   |                                                       |
| Brücke | 12,1 | EÜ Tecklenburger Str.                                 | EÜ Tecklenburger Str.                                 |
| Bahnhof | 14,7 | Lengerich (Westf) Stadt                               | Lengerich (Westf) Stadt                               |
| Abzweig geradeaus und ehemals nach rechts | 15,5 | ehem. Industriestammgleis Stadt Lengerich             | ehem. Industriestammgleis Stadt Lengerich             |
| Bahnhof | 17,1 | Lengerich-Hohne Pbf                                   | Lengerich-Hohne Pbf                                   |
| Kreuzung geradeaus oben · Abzweig quer und von links | | Hauptstrecke Wanne-Eickel–Hamburg                     | Hauptstrecke Wanne-Eickel–Hamburg                     |
| Strecke · Wechsel des Eisenbahninfrastrukturunternehmens | | Infrastrukturgrenze DB/LWS                            | Infrastrukturgrenze DB/LWS                            |
| Strecke · Abzweig geradeaus und nach rechts | | Bw Lengerich-Hohne (TWE-Fahrzeughalle)                | Bw Lengerich-Hohne (TWE-Fahrzeughalle)                |
| Strecke · Abzweig geradeaus und von links | | Dyckerhoff (Anst)                                     | Dyckerhoff (Anst)                                     |
| Strecke · Abzweig geradeaus und von rechts | | Bw Lengerich-Hohne                                    | Bw Lengerich-Hohne                                    |
| Abzweig geradeaus und von links · Strecke nach rechts | 18,4 | Lengerich-Hohne Gbf (Abzw)                            | Lengerich-Hohne Gbf (Abzw)                            |
| ehemaliger Haltepunkt / Haltestelle | 18,7 | Lengerich-Hohne                                       | Lengerich-Hohne                                       |
| Haltepunkt / Haltestelle | 20,7 | Höste                                                 | Höste                                                 |
| ehemaliger Haltepunkt / Haltestelle | 22,4 | Westerbeck                                            | Westerbeck                                            |
| Bahnhof | 24,6 | Lienen                                                | Lienen                                                |
| Abzweig geradeaus und ehemals von rechts | 25,2 | Ihmels (Anst)                                         | Ihmels (Anst)                                         |
| Grenze | 26,140 | Landesgrenze Nordrhein-Westfalen/Niedersachsen        | Landesgrenze Nordrhein-Westfalen/Niedersachsen        |
| Brücke | 28,1 | EÜ Zwischen den Wellen ⊙                              | EÜ Zwischen den Wellen ⊙                              |
| Bahnübergang | 28,9 | BÜ Münsterstr. (B 51)                                 | BÜ Münsterstr. (B 51)                                 |
| Bahnhof | 28,9 | Bad Iburg                                             | Bad Iburg                                             |
| Brücke | 29,9 | EÜ Am Kreuzbrink ⊙                                    | EÜ Am Kreuzbrink ⊙                                    |
| Brücke über Wasserlauf | 30,0 | Glaner Bach⊙                                          | Glaner Bach⊙                                          |
| Brücke | 30,5 | EÜ Schulstr. ⊙                                        | EÜ Schulstr. ⊙                                        |
| Brücke über Wasserlauf | | Remseder Bach                                         | Remseder Bach                                         |
| Brücke über Wasserlauf | | Bever (Salzbach)                                      | Bever (Salzbach)                                      |
| Bahnhof | 35,9 | Bad Laer                                              | Bad Laer                                              |
| Blockstelle | 39,0 | Müschen                                               | Müschen                                               |
| Brücke über Wasserlauf | | Bever (Süßbach)                                       | Bever (Süßbach)                                       |
| Brücke über Wasserlauf | | Landwehrbach                                          | Landwehrbach                                          |
| Grenze | 40,620 | Landesgrenze Niedersachsen/Nordrhein-Westfalen ⊙      | Landesgrenze Niedersachsen/Nordrhein-Westfalen ⊙      |
| Abzweig geradeaus und ehemals nach links | 42,4 | Kühlhaus (Anst, zzt. gesperrt)                        | Kühlhaus (Anst, zzt. gesperrt)                        |
| Wechsel des Eisenbahninfrastrukturunternehmens | 42,870 | Infrastrukturgrenze LWS/TWE                           | Infrastrukturgrenze LWS/TWE                           |
| Abzweig geradeaus und von links | 43,1 | Transgas (Anst)                                       | Transgas (Anst)                                       |
| Bahnübergang | 43,7 | BÜ Westheider Weg (B 476)                             | BÜ Westheider Weg (B 476)                             |
| Abzweig geradeaus und nach links | | Brüninghaus (Anst)                                    | Brüninghaus (Anst)                                    |
| Dienststation / Betriebs- oder Güterbahnhof | 44,1 | Versmold ⊙                                            | Versmold ⊙                                            |
| Brücke über Wasserlauf | | Aabach/Bockhorster Bach                               | Aabach/Bockhorster Bach                               |
| Brücke über Wasserlauf | | Ziegenbach                                            | Ziegenbach                                            |
| Brücke über Wasserlauf | | neue Hessel                                           | neue Hessel                                           |
| Brücke über Wasserlauf | | alte Hessel                                           | alte Hessel                                           |
| Blockstelle | 48,6 | Niedick ⊙                                             | Niedick ⊙                                             |
| Brücke über Wasserlauf | | Loddenbach                                            | Loddenbach                                            |
| Brücke über Wasserlauf | | Rhedaer Bach                                          | Rhedaer Bach                                          |
| Betriebs-/Güterbahnhof Streckenanfang · Strecke | (3,0) | Harsewinkel West                                      | Harsewinkel West                                      |
| Brücke · Strecke | | EÜ Münsterstr. (B 513)                                | EÜ Münsterstr. (B 513)                                |
| | |                                                       |                                                       |
| Strecke nach links · Abzweig geradeaus und von rechts | (0,0)52,3 | Claas (Anst) ⊙                                        | Claas (Anst) ⊙                                        |
| | |                                                       |                                                       |
| Brücke über Wasserlauf | | Abrooksbach                                           | Abrooksbach                                           |
| Dienststation / Betriebs- oder Güterbahnhof | 54,9 | Harsewinkel ⊙                                         | Harsewinkel ⊙                                         |
| Brücke über Wasserlauf | | Wöstenbach                                            | Wöstenbach                                            |
| Blockstelle | 58,1 | Marienfeld (Westf) ⊙                                  | Marienfeld (Westf) ⊙                                  |
| Brücke über Wasserlauf | | Lutter                                                | Lutter                                                |
| Brücke über Wasserlauf | | Welplagebach                                          | Welplagebach                                          |
| ehemaliger Haltepunkt / Haltestelle | 60,7 | Niehues ⊙                                             | Niehues ⊙                                             |
| Abzweig geradeaus und von rechts | 62,3 | Flugplatz (Awanst) ⊙                                  | Flugplatz (Awanst) ⊙                                  |
| Blockstelle | 64,0 | Blankenhagen ⊙                                        | Blankenhagen ⊙                                        |
| Abzweig geradeaus und nach rechts | 64,3 | E.ON (Anst, ehem. VEW)                                | E.ON (Anst, ehem. VEW)                                |
| Brücke über Wasserlauf | | Schlangenbach                                         | Schlangenbach                                         |
| Bahnübergang | 66,9 | BÜ Berliner Str. (B 61)                               | BÜ Berliner Str. (B 61)                               |
| Abzweig geradeaus und von links · Strecke von rechts | |                                                       |                                                       |
| Brücke · Strecke | 67,4 | EÜ Carl-Miele-Str.                                    | EÜ Carl-Miele-Str.                                    |
| Abzweig geradeaus und nach rechts · Strecke | | Diekötter (Anst)                                      | Diekötter (Anst)                                      |
| Betriebs-/Güterbahnhof Streckenanfang und quer · Strecke nach rechts · Strecke | 68,0 | Gütersloh Nord ⊙                                      | Gütersloh Nord ⊙                                      |
| Abzweig geradeaus und nach rechts | 68,3 | Kemena (Anst, ehem. Sewerin)                          | Kemena (Anst, ehem. Sewerin)                          |
| Abzweig geradeaus und nach links | 68,9 | Amtenbrink (Anst)                                     | Amtenbrink (Anst)                                     |
| Bahnhof quer · Strecke quer · Kreuzung geradeaus unten | | Gütersloh Hbf VzG-Strecke 1700 ⊙                      | Gütersloh Hbf VzG-Strecke 1700 ⊙                      |
| Dienststation / Betriebs- oder Güterbahnhof quer · Abzweig quer und von rechts · Kreuzung geradeaus unten | | Gütersloh Hbf VzG-Strecke 2990                        | Gütersloh Hbf VzG-Strecke 2990                        |
| Wechsel des Eisenbahninfrastrukturunternehmens · Strecke mit Straßenbrücke | | Infrastrukturgrenze DB/TWE                            | Infrastrukturgrenze DB/TWE                            |
| Abzweig nach links und von links · Strecke nach rechts | 69,4 | Gütersloh Hbf (Abzw) ⊙                                | Gütersloh Hbf (Abzw) ⊙                                |
| ehemaliger Haltepunkt / Haltestelle | 70,0 | Gütersloh Carl-Miele-Str.                             | Gütersloh Carl-Miele-Str.                             |
| Abzweig geradeaus, nach links und von links | 70,5 | Wolters (Anst)                                        | Wolters (Anst)                                        |
| ehemaliger Haltepunkt / Haltestelle | 70,8 | Gütersloh Sunderweg                                   | Gütersloh Sunderweg                                   |
| Abzweig geradeaus und ehemals von rechts | 71,1 | Lienke + Anst Drahtwolf (Anst, zzt. gesperrt)         | Lienke + Anst Drahtwolf (Anst, zzt. gesperrt)         |
| Brücke über Wasserlauf | | Dalke                                                 | Dalke                                                 |
| ehemaliger Bahnhof | 73,1 | Gütersloh Ost (ehem. Sundern) ⊙                       | Gütersloh Ost (ehem. Sundern) ⊙                       |
| Brücke über Wasserlauf | | Knisterbach                                           | Knisterbach                                           |
| Blockstelle | 73,8 | Spexard                                               | Spexard                                               |
| ehemaliger Haltepunkt / Haltestelle | 74,1 | Spexard                                               | Spexard                                               |
| | | A 2                                                   |                                                       |
| Brücke über Wasserlauf | | Wiedey                                                | Wiedey                                                |
| Dienststation / Betriebs- oder Güterbahnhof | 75,1 | Gütersloh Ubf (KLV-Terminal City GT Logistik)         | Gütersloh Ubf (KLV-Terminal City GT Logistik)         |
| Abzweig geradeaus und von links | 75,4 | Stockbrügger (Anst)                                   | Stockbrügger (Anst)                                   |
| Brücke über Wasserlauf | | alter Ölbach                                          | alter Ölbach                                          |
| Brücke über Wasserlauf | | neuer Ölbach                                          | neuer Ölbach                                          |
| Dienststation / Betriebs- oder Güterbahnhof | 76,2 | Varensell ⊙                                           | Varensell ⊙                                           |
| ehemaliger Haltepunkt / Haltestelle | 78,0 | Verl West                                             | Verl West                                             |
| Dienststation / Betriebs- oder Güterbahnhof | 80,0 | Verl ⊙                                                | Verl ⊙                                                |
| Blockstelle | 81,9 | Bornholte ⊙                                           | Bornholte ⊙                                           |
| Brücke über Wasserlauf | | Rodenbach                                             | Rodenbach                                             |
| Brücke über Wasserlauf | | Wapelbach                                             | Wapelbach                                             |
| Dienststation / Betriebs- oder Güterbahnhof | 84,9 | Kaunitz ⊙                                             | Kaunitz ⊙                                             |
| Brücke über Wasserlauf | | Sennebach                                             | Sennebach                                             |
| Brücke über Wasserlauf | | Furlbach                                              | Furlbach                                              |
| Blockstelle | 88,7 | Espeln-Riege ⊙                                        | Espeln-Riege ⊙                                        |
| Brücke über Wasserlauf | | Ems                                                   | Ems                                                   |
| Brücke über Wasserlauf | | Hallerbach                                            | Hallerbach                                            |
| Wechsel des Eisenbahninfrastrukturunternehmens | 92,6 | Infrastrukturgrenze TWE/DB                            | Infrastrukturgrenze TWE/DB                            |
| Abzweig geradeaus und von links | | Sennebahn von Bielefeld ⊙                             | Sennebahn von Bielefeld ⊙                             |
| Bahnhof | 93,4 | Hövelhof (DB) ⊙                                       | Hövelhof (DB) ⊙                                       |
| Strecke | | Sennebahn nach Paderborn                              | Sennebahn nach Paderborn                              |
| | |                                                       |                                                       |
| Quellen: | |                                                       |                                                       |

Die Bahnstrecke Ibbenbüren–Hövelhof ist eine 93 Kilometer lange, eingleisige und nicht elektrifizierte Nebenbahn des öffentlichen Verkehrs, die abschnittsweise zwischen 1899 und 1903 durch die Berliner Eisenbahn-Bau- und Betriebsgesellschaft Vering & Waechter für die Teutoburger Wald-Eisenbahn (TWE) erbaut wurde.
Die Strecke ist in Ibbenbüren, Lengerich, Gütersloh und Hövelhof mit dem Streckennetz der Deutschen Bahn verknüpft. Zweigstrecken schließen den Hafen Saerbeck am Dortmund-Ems-Kanal in Ibbenbüren-Dörenthe, die Landmaschinenfabrik Claas in Harsewinkel West und den Flughafen Gütersloh an.
Der 50,6 Kilometer lange nördliche Teil Ibbenbüren – Lengerich – Versmold wurde zum 1. Dezember 2015 von der LWS Lappwaldbahn Service GmbH übernommen. Der südliche Teil der Strecke wird weiterhin von der Teutoburger Wald-Eisenbahn betrieben.
Auf der gesamten Strecke findet kein Schienenpersonennahverkehr mehr statt. Für den 25,1 Kilometer langen Abschnitt Harsewinkel – Gütersloh – Verl ist zum Dezember 2027 eine Wiederaufnahme des Personenverkehrs geplant.

## Betriebseröffnung
- 1. November 1900: Gütersloh – Bad Laer (32 km)
- 19. Juli 1901: Bad Laer – Ibbenbüren (36 km)
- 19. April 1903: Gütersloh – Hövelhof (25 km)

## Einstellung Personenzugverkehr
- 15. April 1967: sonn- und feiertags
- 25. Mai 1968: Ibbenbüren – Versmold
- 21. Mai 1977: Versmold – Gütersloh
- 31. Oktober 1978: Gütersloh – Hövelhof

## Streckenbeschreibung

### Trassenführung

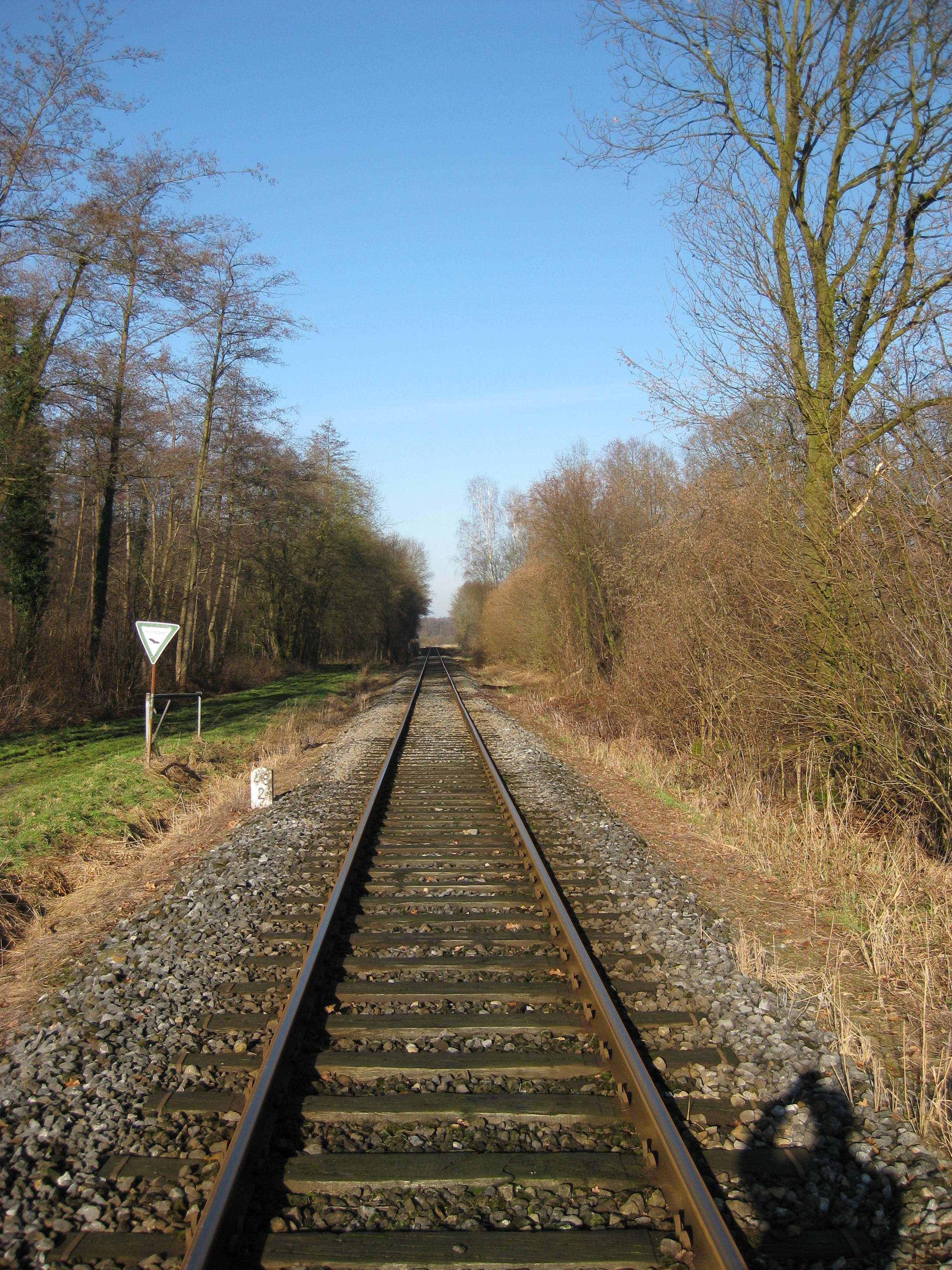
Wie im Versmolder Bruch sind in vielen schnurgerade trassierten Abschnitten die Gleise nur mit Federnägeln auf einfachen Holzschwellen befestigt und statt Schotter noch oft in Hochofenschlacke aus Georgsmarienhütte gebettet.

In ihrem 93 Kilometer langen Verlauf durchquert die Stammstrecke der Teutoburger Wald-Eisenbahn topografisch, geologisch wie auch kulturhistorisch sehr vielfältige Landschaften in dem konfessionell wie territorial stark zergliederten Raum im Grenzbereich zwischen Tecklenburger, Münster-, Ravensberger und Osnabrücker Land.
Den nordwestlichen Teil prägt nach dem markanten Aufstieg von Ibbenbüren durchs Bocketal eine gewundene Trassenführung entlang der Südflanke des namensgebenden Teutoburger Waldes (höchster Punkt 112,35 m ü. NN im Bf Bad Iburg) mit zahlreichen kurzen Streckensteigungen (stärkster Neigungswinkel 1:80), die während der Dampflokzeit Wasserstationen an den Scheitelpunkten in Brochterbeck und Iburg erforderten. Im weiteren Verlauf wandelt sich der Charakter südlich von Bad Laer zu einer äußerst gradlinig trassierten Flachlandstrecke (tiefster Punkt 65,43 m ü. NN im Bf Harsewinkel) durch die Parklandschaft des Münsterlandes nach Ostwestfalen.
Zwischen Gütersloh und Verl wird zunächst ein stark zersiedeltes Gebiet durchquert, das durch zahlreiche in den letzten Jahrzehnten entstandene Gewerbestandorte geprägt ist, um dann im Kreis Paderborn die Ausläufer der Sennelandschaft mit dem Quellbereich der Ems zu streifen.
Besonders in Lengerich und im südlichen Teil ab Bad Laer entstanden die Bahnstationen topographisch günstig in den Ortszentren, die noch heute den Siedlungsschwerpunkten entsprechen.

### Bahnhöfe und Bauwerke

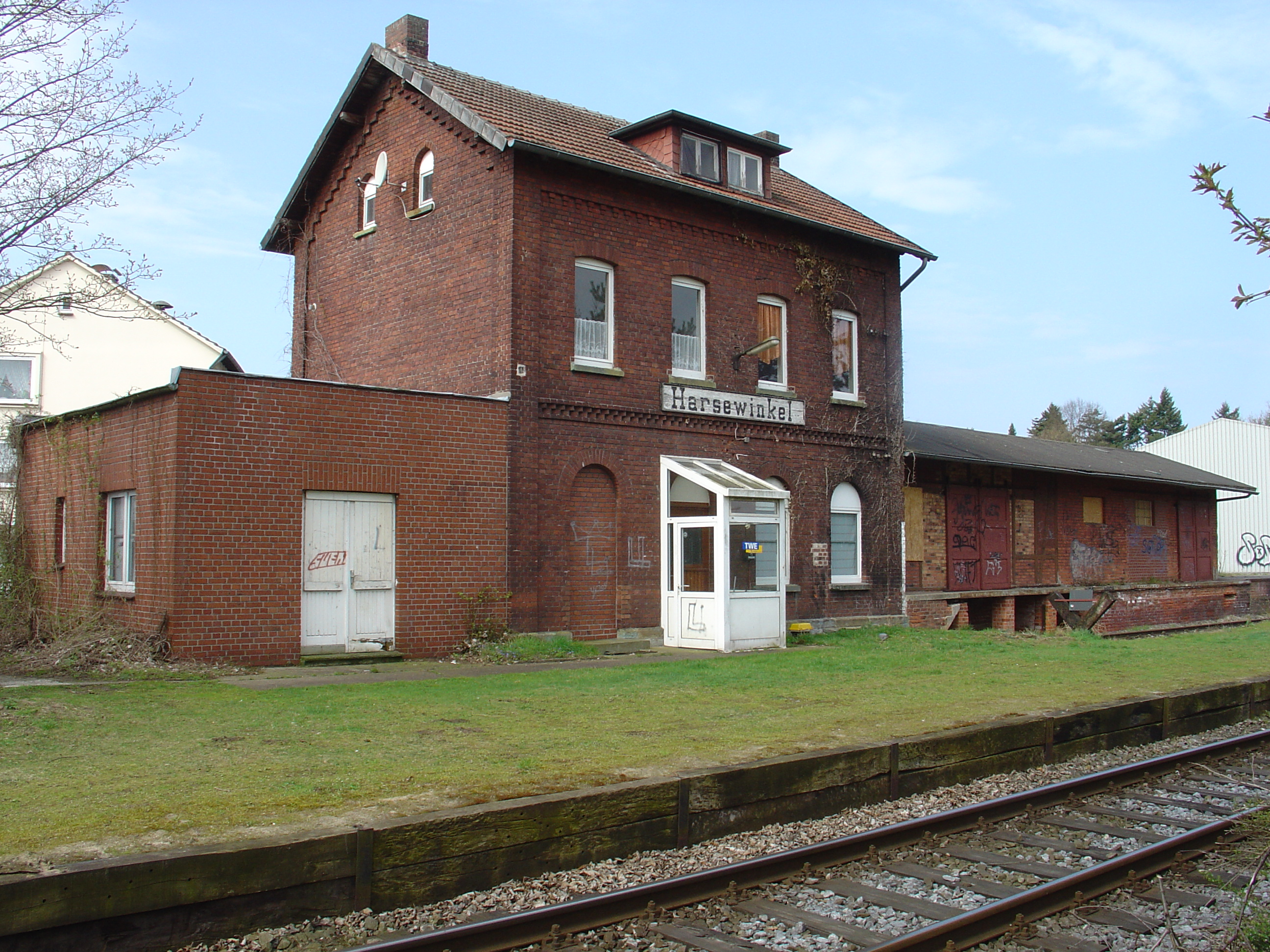
Der Bahnhof Harsewinkel entspricht einem von Vering & Waechter um 1900 mehrfach verwendeten Baumuster.

Zwischen 1900 und 1903 errichtete Vering & Waechter in Tecklenburg, Lengerich (Westf) Stadt, Bad Iburg, Versmold, Harsewinkel und Verl weitestgehend baugleiche traufenständige, zweigeschossige Kleinstadtbahnhöfe mit einem um circa 40° geneigten Satteldach und Sichtmauerwerk aus roten Tonziegeln. Ein aus quer- oder übereckstehenden Backsteinen aufgebauter Zahnfries (Deutsches Band) unterteilte die straßen- wie gleisseitig durch vier Fensterachsen gegliederte Fassade horizontal in Höhe der ersten Zwischengeschossdecke, während ein Zahnschnitt (Zinnenfries) den Kniestock und Lisenen die Gebäudekonturen betonten.
Je nach den örtlichen Erfordernissen waren entweder rechts oder links ein Fachwerkanbau mit Güterboden und zumeist auf der anderen Gebäudeseite ein gemauerter eingeschossiger Seitenflügel mit Wartehalle/Gastwirtschaft angeordnet. Während die Fenster der Dienstwohnung im ersten Obergeschoss stets segmentbogenförmig ausgeführt wurden, stellten besonders die an allen Türen und Fenstern der Dienst- und Aufenthaltsräume im Erdgeschoss und bei den jeweils paarweise angeordneten kleinen Giebelfenstern üblichen Rundbogenöffnungen ein typisches Unterscheidungsmerkmal zu den ähnlich strukturierten zeitgenössischen Empfangsgebäuden der preußischen Staatsbahnverwaltung dar.
Wie die zeitgleich im Weserbergland für die Vorwohle-Emmerthaler Eisenbahn, Neukölln-Mittenwalder Eisenbahn im Raum Berlin/Brandenburg sowie Thüringen/Anhalt an der Gera-Meuselwitz-Wuitzer Eisenbahn entstandene Stationsgebäude basierten sie alle auf dem gleichen architektonischen Einheitsentwurf, der von Vering & Waechter erstmals 1896 an der Kleinbahn Groß Peterwitz–Katscher und Kleinbahn Voldagsen-Duingen-Delligsen verwirklicht und in unterschiedlichen Varianten bis 1903 immer wieder verwendet wurde.

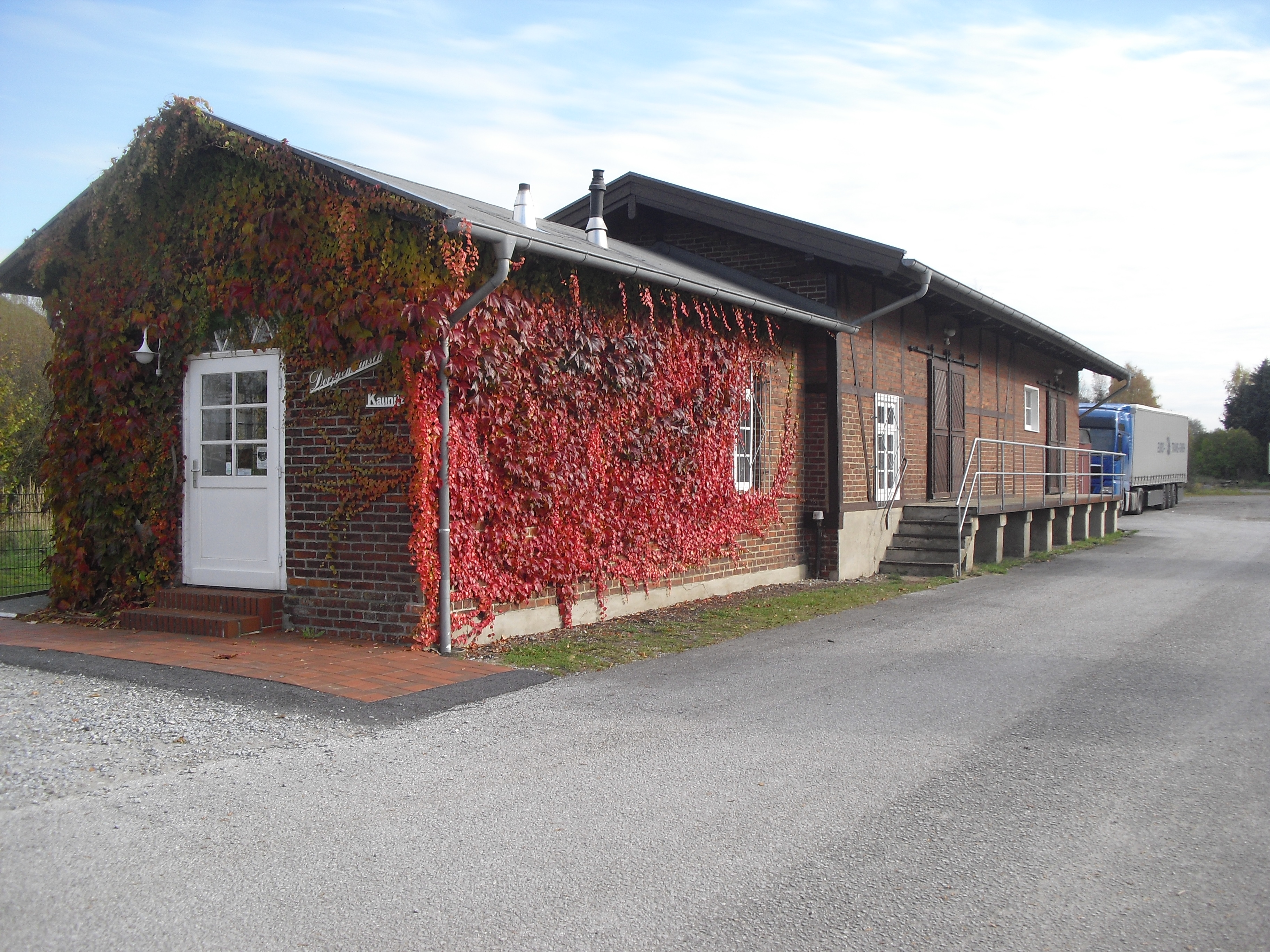
Die Dorfgemeinschaft Kaunitz hat das historische TWE-Bahnhofsgebäude übernommen und restauriert

In Lienen, Varensell und Kaunitz stehen noch drei der eingeschossigen kleinbahntypischen Landbahnhöfe mit flachgeneigten Satteldächern aus der Anfangszeit der TWE. Die ähnlichen Stationsgebäude Ibbenbüren Ost, Brochterbeck, Bad Laer und Marienfeld sind hingegen nicht erhalten.
Während Umbauten das Erscheinungsbild der Stationen Lengerich (Westfalen) Stadt, Versmold und Verl stark verändert haben, ist besonders an den Gebäuden in Tecklenburg, Lienen, Bad Iburg, Harsewinkel, Varensell und Kaunitz noch der ursprüngliche Charakter ablesbar. Für betriebliche Zwecke werden nur noch die Fahrzeug- und Werkstattgebäude im Betriebswerk Lengerich-Hohne und im Bahnhof Gütersloh Nord der Lokschuppen nebst Magazin sowie das Empfangs- und Verwaltungsgebäude genutzt.
In den ehemaligen Empfangsgebäuden von Lengerich-Hohne Pbf, Versmold, Marienfeld und Verl befinden sich heute Gastronomieunternehmen, in Kaunitz ein Bürgertreff der Dorfgemeinschaft. Obwohl es sich bei den (ehemaligen) Gaststätten an den Haltepunkten Höste, Niedick und Blankenhagen um keine Bahnhofsgebäude im engeren Sinne handelt, so fungierten sie dennoch über Jahrzehnte als Bahnagentur für die TWE.
Markante landschaftsprägende Streckenbauten sind die Rampen zur Brücke über die Hauptstrecke Münster-Osnabrück in Lengerich-Hohne, ein langer hoher Bahndamm bei Bad Iburg-Glane und die 1966 für die Anschlussstrecke nach Harsewinkel West errichtete Spannbetonbrücke über die B 513 mit ihren Zufahrtsrampen.

Lengerich-Hohne Personenbahnhof

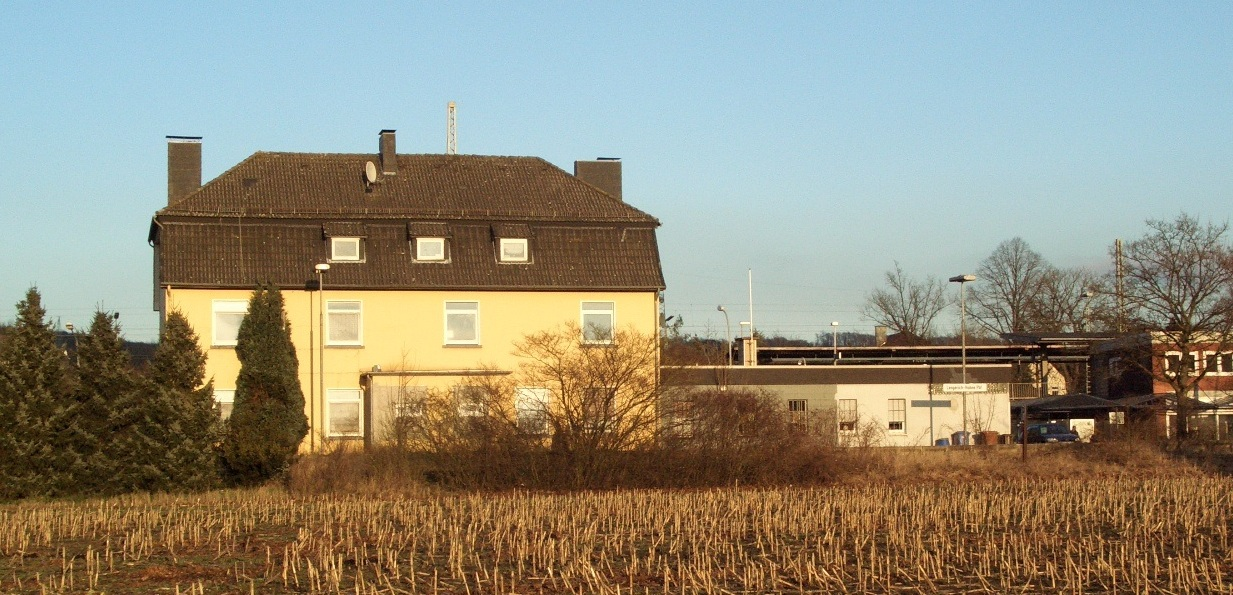
Lengerich-Hohne Personenbahnhof vor dem DB-Empfangsgebäude der Hauptstrecke Münster–Osnabrück

Als Kreuzungsstelle für TWE-Reisezüge war der Lengericher Personenbahnhof direkt gegenüber dem Staatsbahnhof Lengerich (Westf) an der „Rollbahn“ Münster – Osnabrück der Betriebsmittelpunkt im nördlichen Streckenteil.
Das zweigeschossige Empfangsgebäude mit Krüppelwalmdach ist ein individueller Einzelwurf und als solcher mit keinem anderen Gebäude an dieser oder anderen von Vering & Waechter erbauten Strecken vergleichbar. Nach Einstellung des Personenverkehrs zwischen Ibbenbüren und Versmold wurde die Station 1968 zunächst weitestgehend funktionslos.
Auch wenn das zweite Bahnsteiggleis inzwischen außer Betrieb ist, fährt der Nostalgiezug Teuto-Express den Bahnhof noch heute unter der letzten offiziellen Bezeichnung Lengerich-Hohne Pbf an, der so wieder eine gewisse Bedeutung als Umsteigepunkt für den Freizeit- und Tourismusverkehr aus Richtung Münster und Osnabrück ins Tecklenburger Land sowie zu den Kurorten Bad Iburg und Bad Laer hat.

Gütersloh Nord

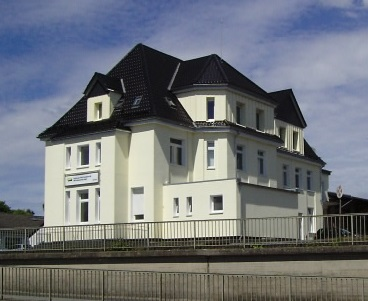
Oberhalb der Friedrich-Ebert-Straße in Gütersloh befindet sich „Am Grubenhof 2“ das 1921 erbaute Empfangsgebäude des 1925 eröffneten TWE-Bahnhofs Gütersloh Nord.

Heutiger Betriebsmittelpunkt der Teutoburger Wald-Eisenbahn ist der Kopfbahnhof Gütersloh Nord, der zwischen 1921 und 1925 entstand, als die TWE wegen des viergleisigen Ausbaus der benachbarten Hauptstrecke Hamm – Minden verlegt werden musste. In den Grundzügen entspricht das Gleisbild noch heute der damaligen Konzeption. Die Streckenachse aus Ibbenbüren/Lengerich/Versmold endet in Gleis 5 und die aus Verl/Hövelhof in Gleis 3 beidseitig an einem Kopfbahnsteig. Eine direkte Einfahrtmöglichkeit der TWE zu den Bahnsteiggleisen nach Gütersloh Hauptbahnhof besteht nicht, wird aber für die geplante Reaktivierung des Personenzugverkehrs angestrebt.
Die Bahnanlagen umfassen insgesamt acht Rangier- und Ladegleise sowie einen zweiständigen Lokschuppen. Fassade und Dach des dreigeschossigen Empfangs- und Verwaltungsgebäudes sind 2013 umfassend saniert worden.
Die zweigleisige Straßenunterführung der Carl-Miele-Straße im Bereich der nördlichen Bahnhofseinfahrt wird auf einem gemeinsamen Widerlager mit dem Brückenbauwerk der parallel verlaufenden Gleisanlagen vom Gütersloher Hauptbahnhof genutzt. Das in einem 180-Grad-Bogen um das Miele-Werk geführte Streckengleis Richtung Verl unterquert zwischen Streckenkilometer 68,9 und 69,3 in einem kurzen Tunnelbauwerk die viergleisige Hauptstrecke Hamm – Bielefeld. Südlich dieser sogenannten „Wirus-Brücke“ befindet sich eine vom Fahrdienstleiter im Stellwerk des Gütersloher Hauptbahnhofs fernbediente Abzweigstelle zu dem durch das Werksgelände der Firma Miele verlaufenden Verbindungsgleis in den Güterbahnhof der Deutschen Bahn.

## Streckensperrungen im Kreis Steinfurt und im Landkreis Osnabrück
Ende August 2010 verursachten die Sommerunwetter mit Starkregen des Tiefs Cathleen einen Dammrutsch in Höhe km 8 zwischen Brochterbeck und Tecklenburg. Der Hafen Saerbeck in Ibbenbüren-Dörenthe ist seitdem nur noch von Ibbenbüren mit Richtungswechsel im Bahnhof Brochterbeck erreichbar. Anfang September 2011 sperrte die TWE aufgrund von Böschungs- und Brückenschäden im Bereich des Bahndamms zwischen km 34,675 und km 30,450 bei Bad Iburg-Glane einen weiteren Streckenabschnitt. Am 15. Januar 2013 teilte die TWE mit, dass der Bahnhof Bad Iburg aus beiden Richtungen nicht mehr erreichbar sei. Eine Sonderprüfung der Brücke bei km 28,055 habe ein Schadensbild ergeben, dass diese mit sofortiger Wirkung für den Eisenbahnbetrieb zu sperren sei. Trotz der Unbefahrbarkeit mehrerer Abschnitte handelt es sich bei der Strecke nach wie vor auf der gesamten Länge um eine nicht stillgelegte und durchgehend als öffentliche Eisenbahninfrastruktur gewidmete Verkehrsanlage.

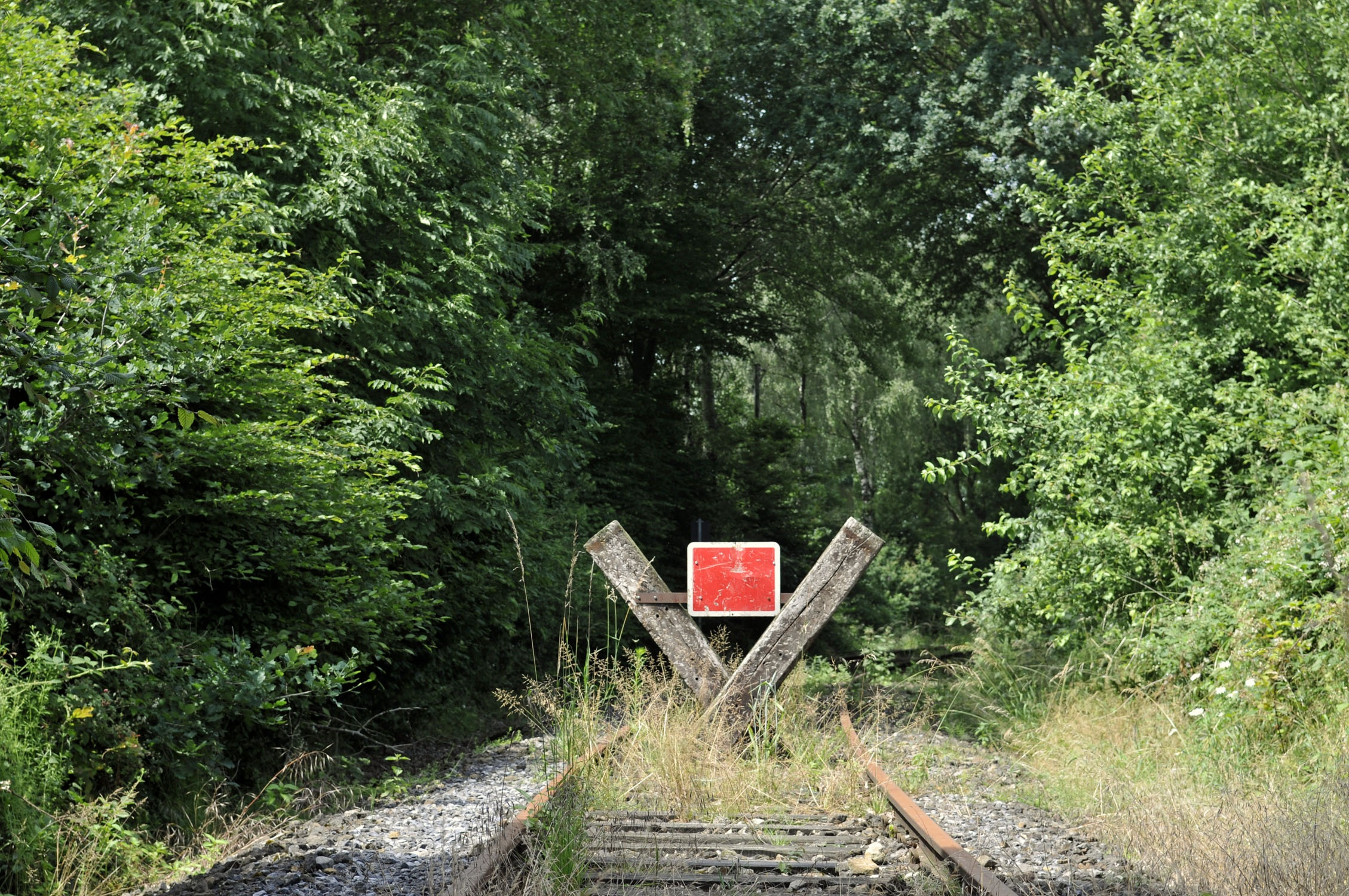
Seit September 2010 ist die TWE-Strecke von Tecklenburg nach Brochterbeck gesperrt.
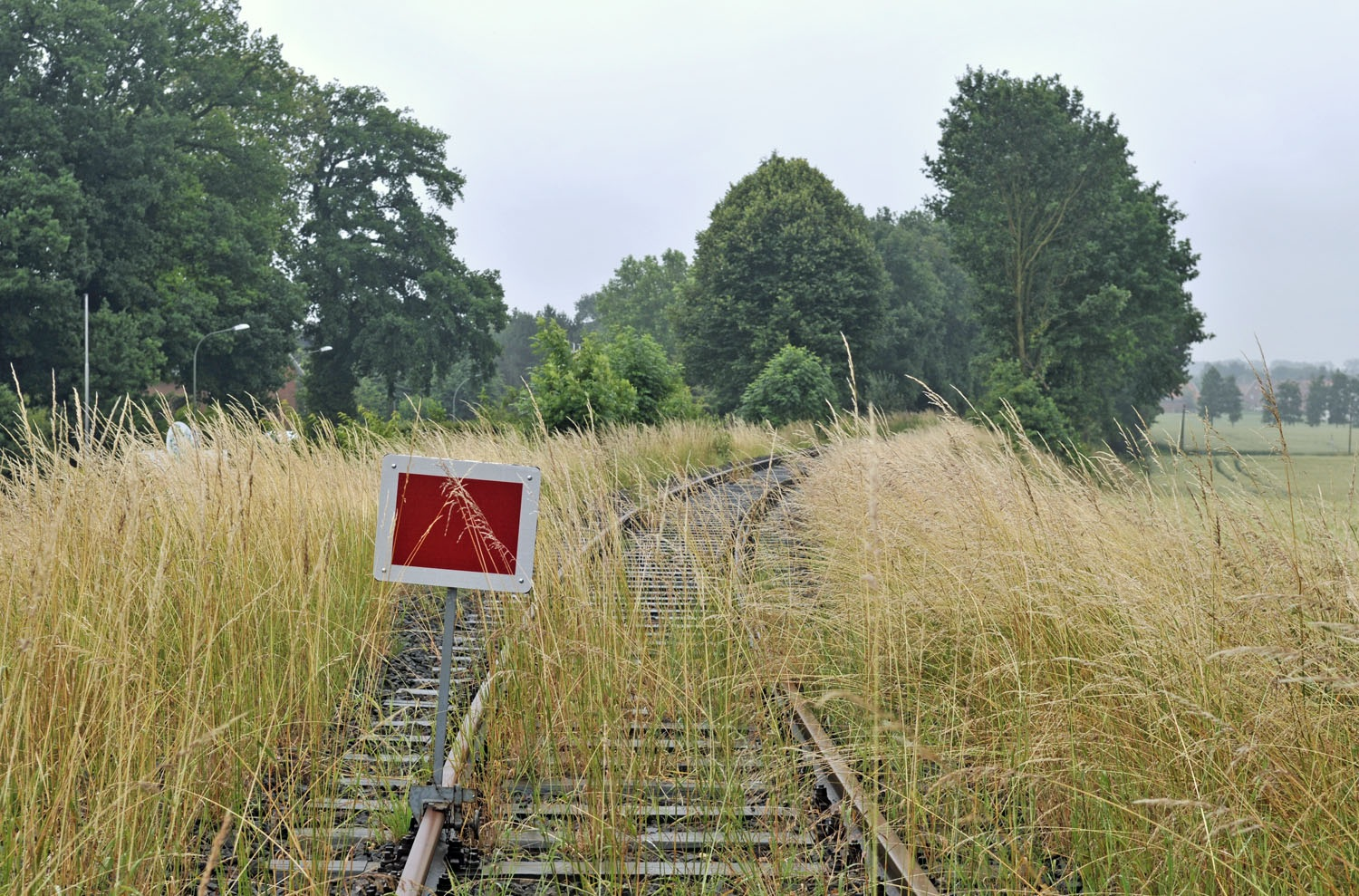
Im September 2011 sperrt die TWE auch das Streckengleis von Bad Iburg nach Bad Laer.
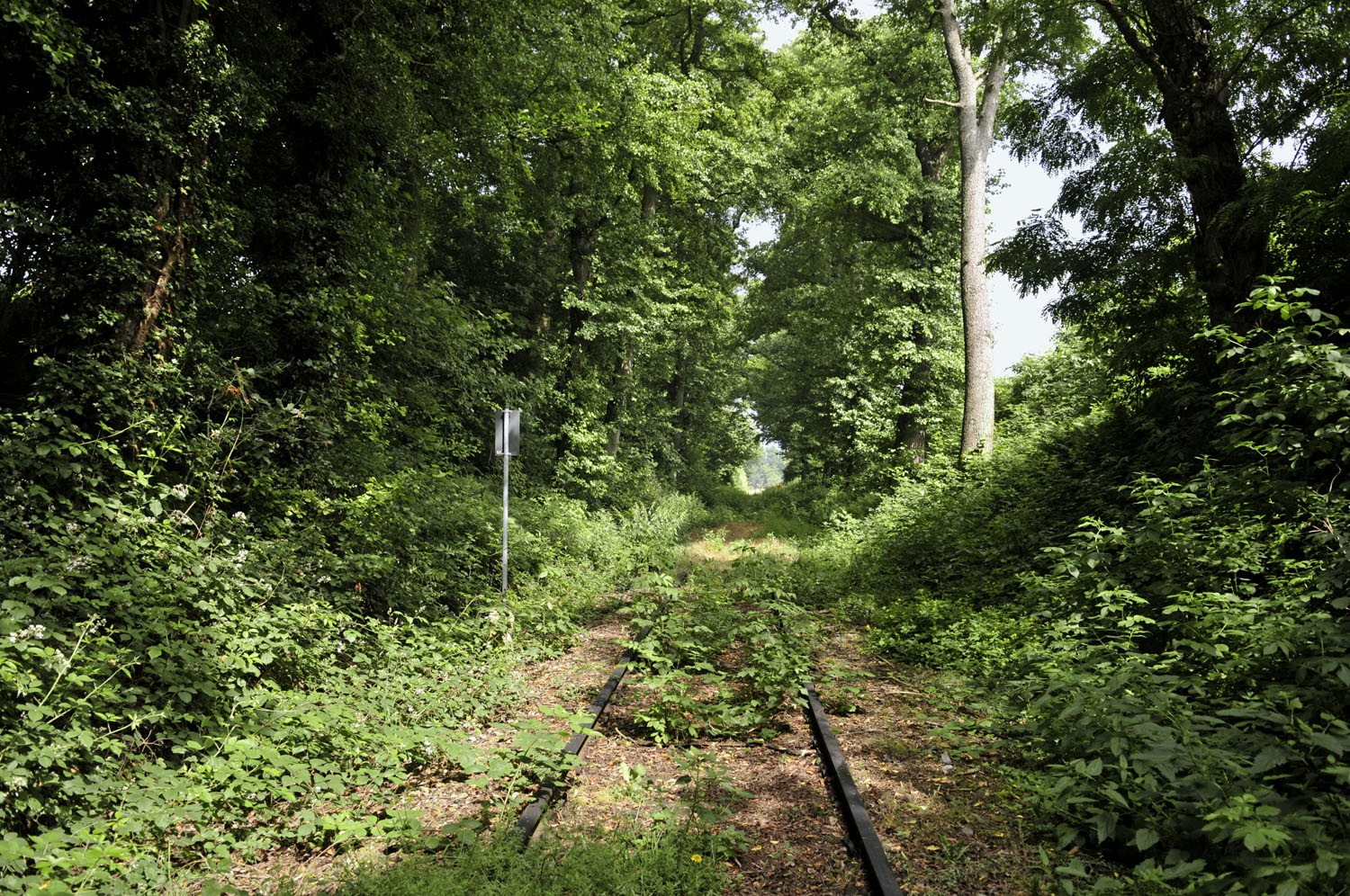
Bei Bad Iburg ist zwischen Glane und Visbeck zehn Monate nach der Sperrung …
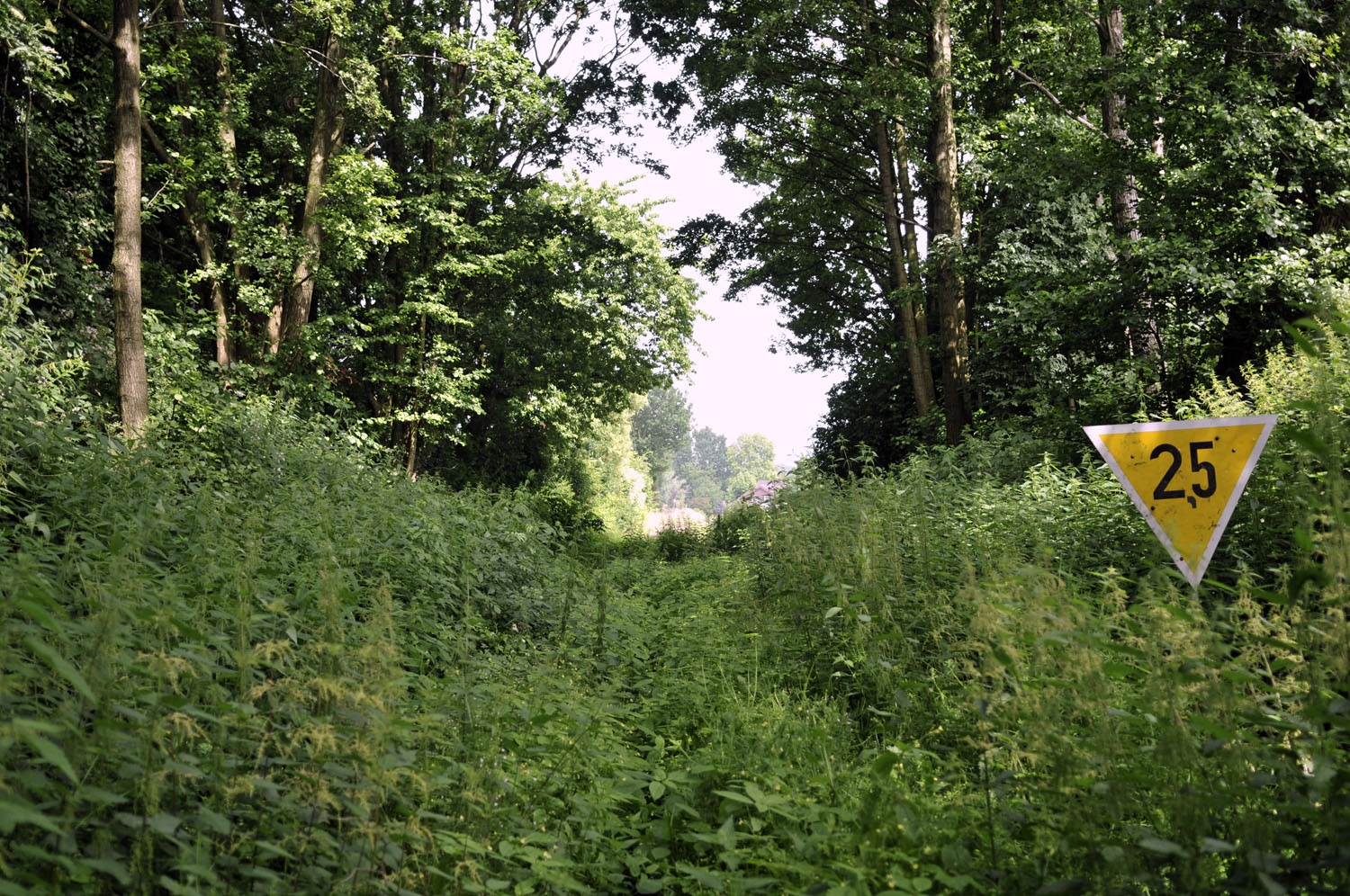
… die hier verwaiste Trasse der TWE von Pflanzen bereits völlig zugewachsen.
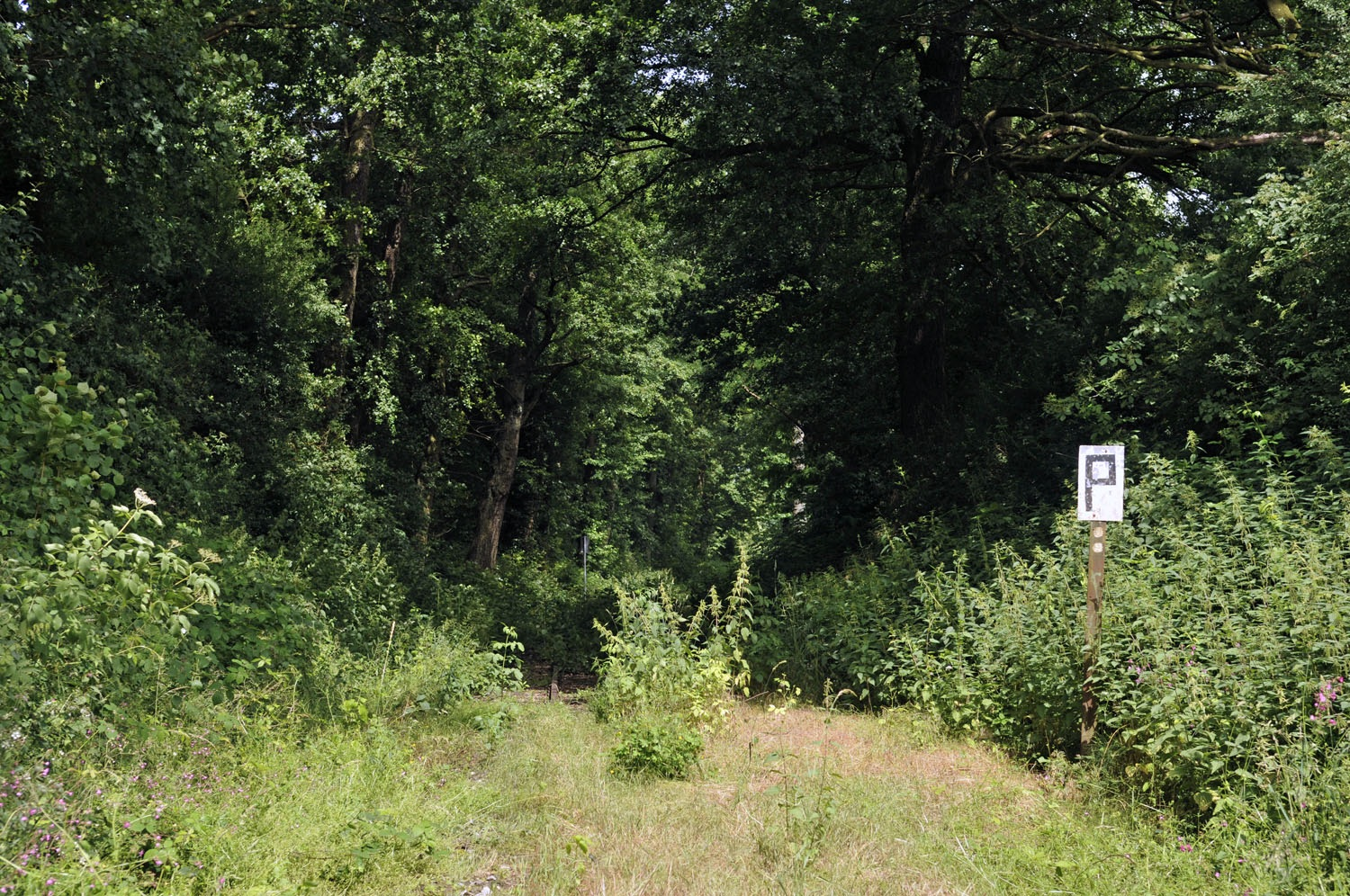
Nur die Pfeiftafel lässt unter der üppigen Vegetation noch die Gleise erahnen.
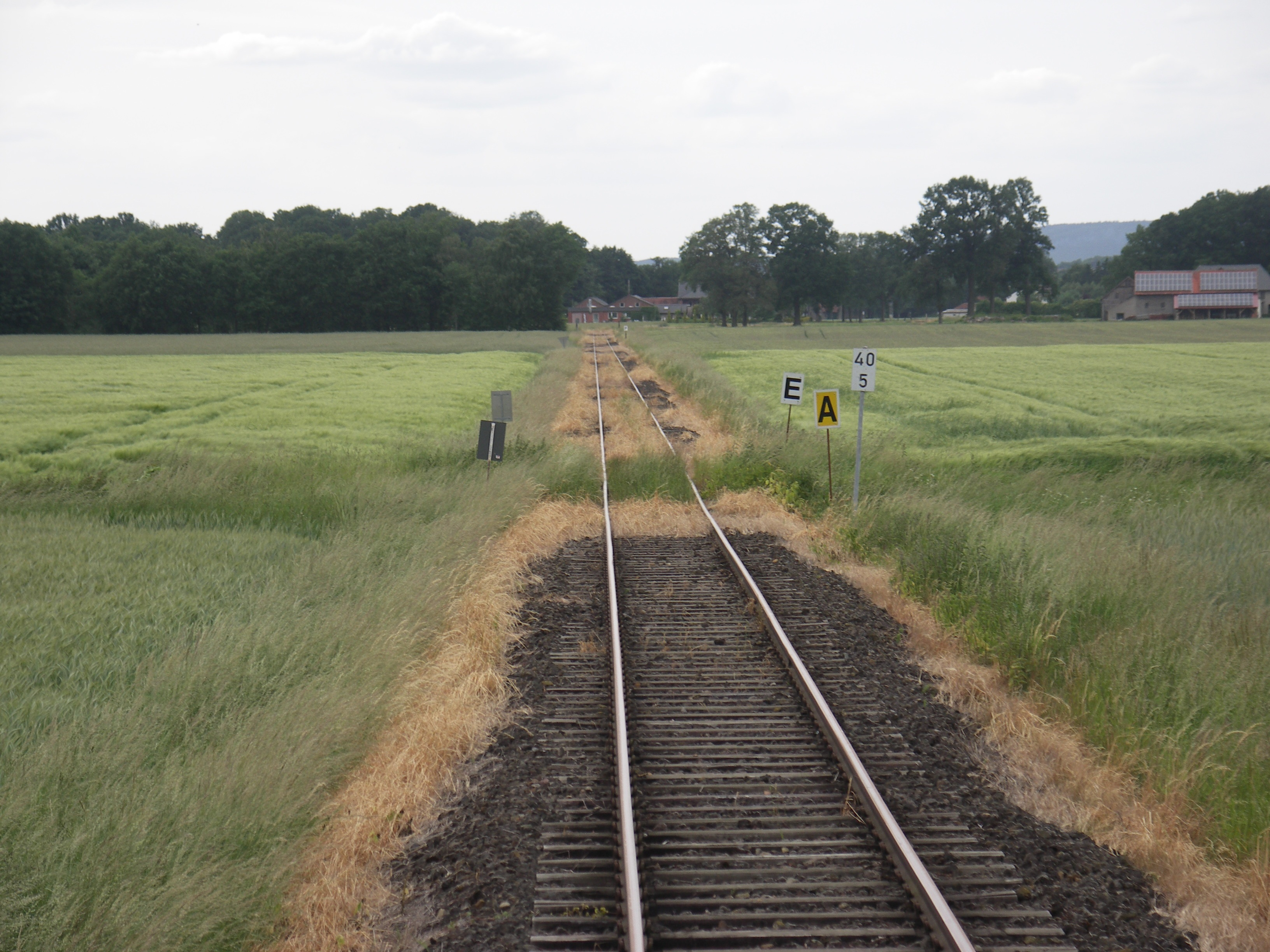
An der Landesgrenze beginnt der 2015 von der LWS übernommene nördliche Streckenteil.

Am 1. August 2013 gab die TWE-Geschäftsleitung bekannt, dass die Teutoburger Wald-Eisenbahn den nördlichen 43,6 Kilometer langen Abschnitt Ibbenbüren – Versmold und die 7,1 Kilometer langen Zweigstrecke Brochterbeck – Hafen Saerbeck verkaufen möchte. Sollte eine Abgabe der Strecke an Dritte scheitern, hatte sich die TWE vorbehalten, einen Antrag zur Entbindung von der Betriebspflicht zu stellen. Ende 2014 leitete die TWE das gesetzlich vorgeschriebene Verfahrens zur Abgabe bzw. Streckenstilllegung nach § 11 Allgemeines Eisenbahngesetz (AEG) für den 50,6 Kilometer langen nördlichen Streckenabschnitt der TWE-Infrastruktur zwischen Ibbenbüren und Versmold an. In diesem Rahmen wurde versucht, einen anderen Betreiber für die Strecke zu finden.

## Verkauf und Instandsetzung
Zum 1. Dezember 2015 übernahm die auf Güterverkehr spezialisierte Lappwaldbahn Service GmbH (LWS) aus Sachsen-Anhalt den ausgeschriebenen Streckenabschnitt zwischen Ibbenbüren und Versmold. Unter Verantwortung des neuen Streckeneigentümers verkehrte am 21. Dezember 2015 erstmals ein Güterzug über die provisorisch wieder befahrbar gemachten Gleise zwischen Versmold und Ibbenbüren.
2017 wurde die Strecke zwischen Ibbenbüren und Hafen Dörenthe durch die Lappwaldbahn saniert. Im Vorfeld der Landesgartenschau Bad Iburg 2018 wurde der Oberbau auf dem Streckenteil zwischen Lengerich und Bad Iburg saniert sowie eine Brücke ersetzt, was während der Landesgartenschau Museumsfahrten über Lengerich möglich machte. 2019 wurden Brücken südlich von Bad Iburg saniert. Es soll der Bahnhof Bad Iburg erweitert und in Bad Laer ein neuer Bahnsteig gebaut werden.
2020 wurde der Abschnitt Bad Laer–Bad Iburg aufgearbeitet. Im Jahr 2022 wurde zwischen Lengerich und Bad Iburg saniert, im Sommer 2023 soll der Abschnitt wieder freigegeben werden.

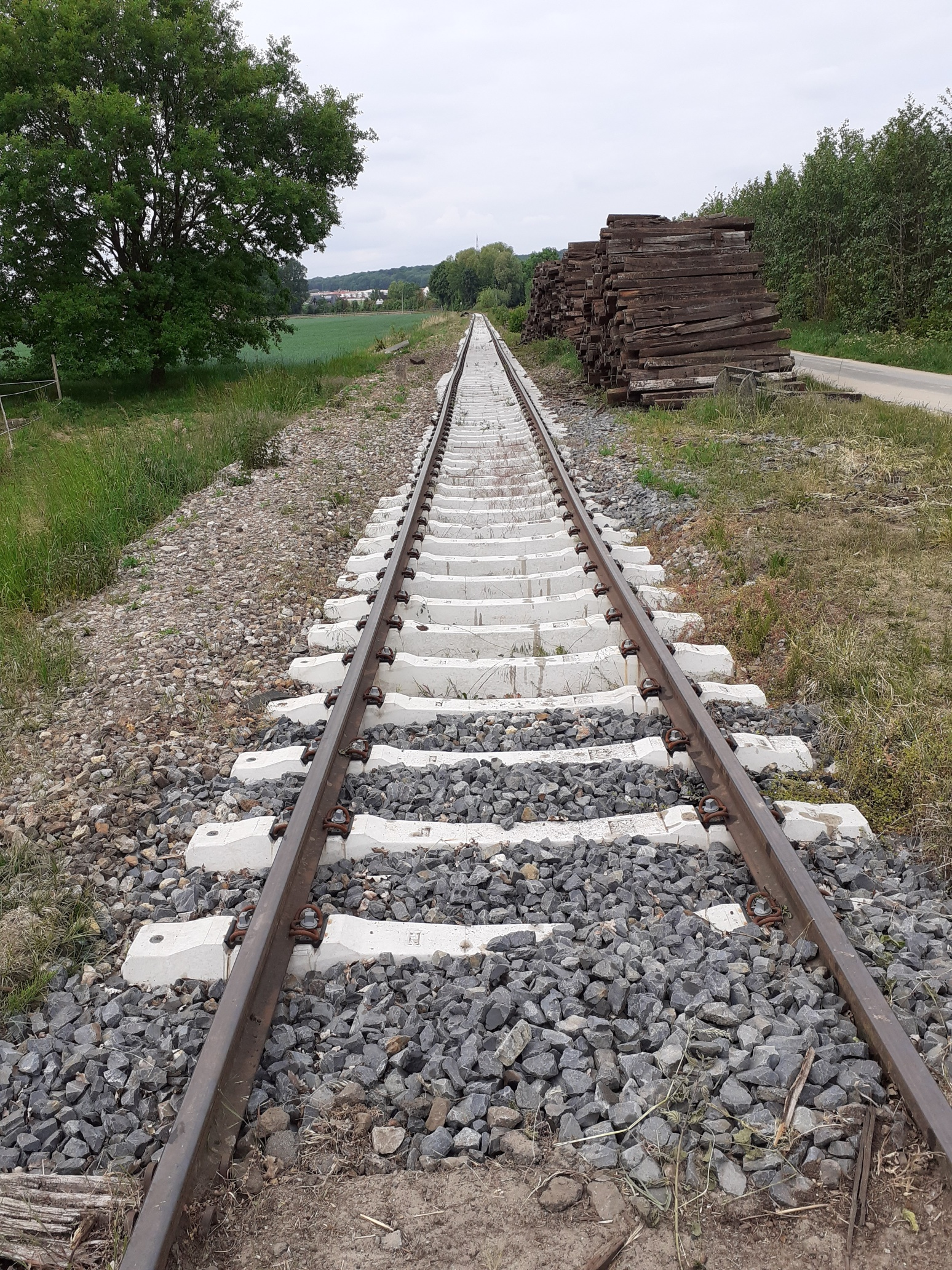
Neu verlegte Schwellen im Bereich eines Bahnübergangs in Bad Laer-Müschen am 20. Mai 2020. Rechts hat man die alten Holzschwellen aufgestapelt.
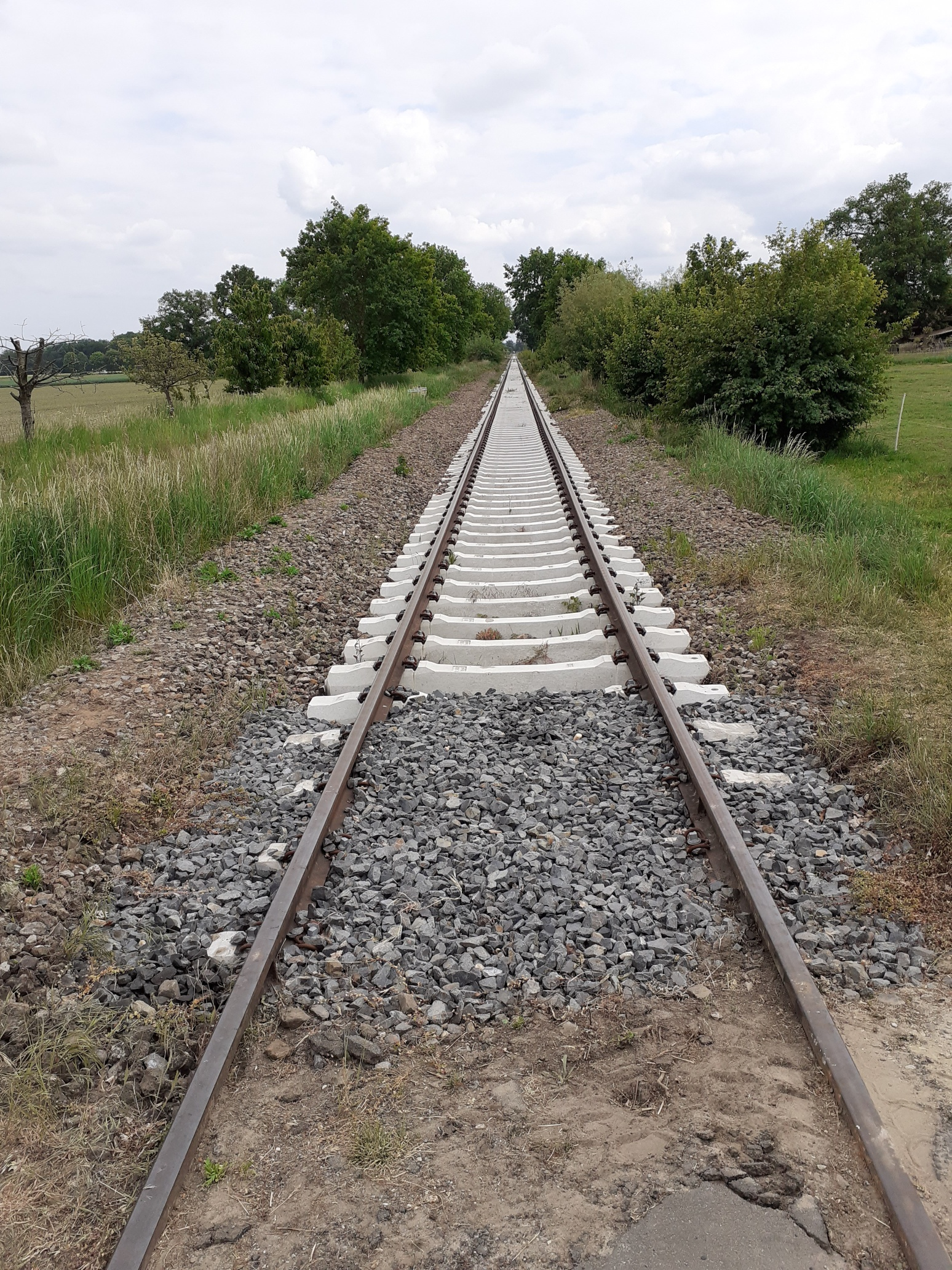
Derselbe Bahnübergang in Blickrichtung Süden nach Versmold.
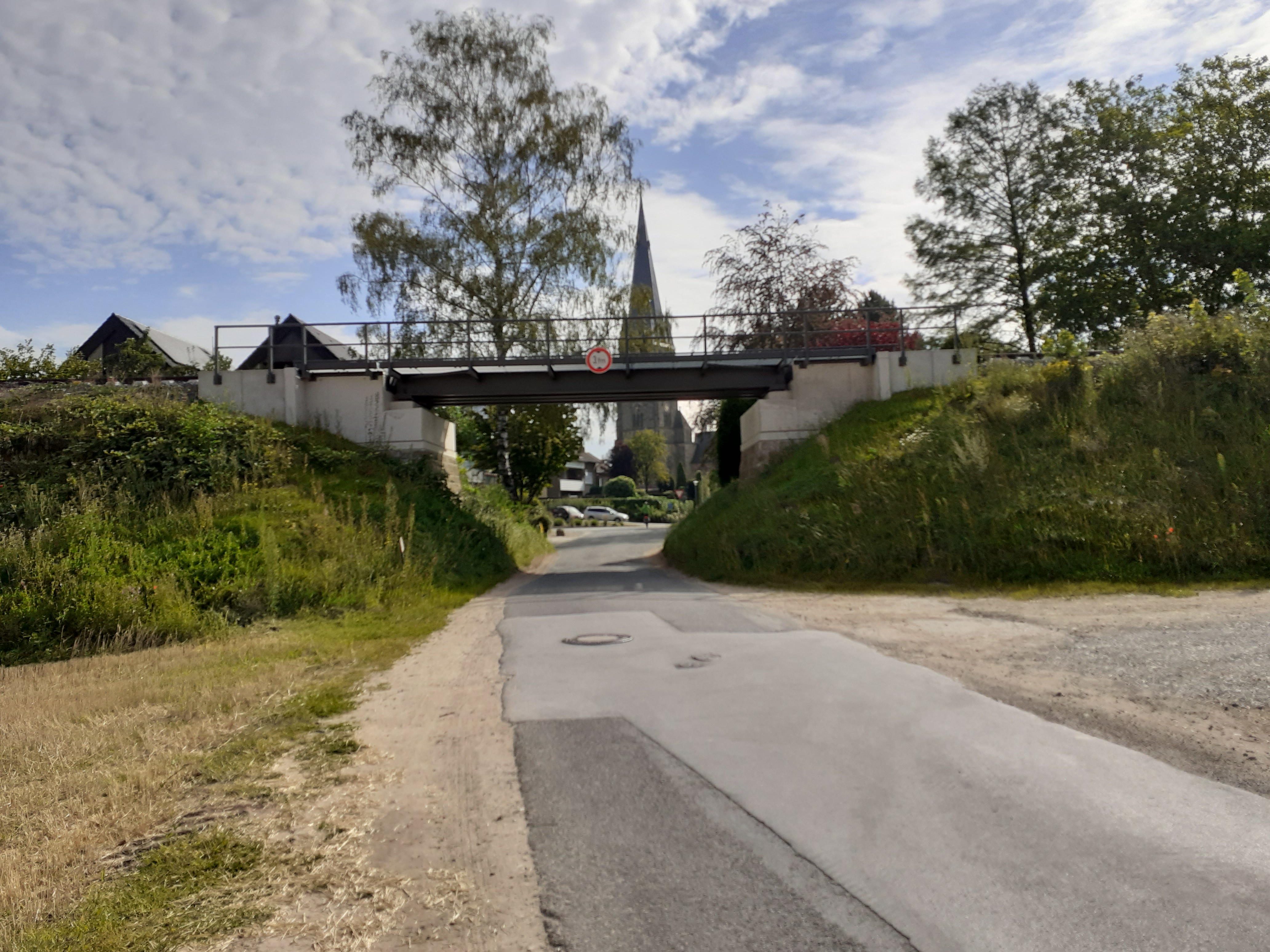
Wiederertüchtigte Brücke Am Kreuzbrink in Bad Iburg am 24. Juli 2020
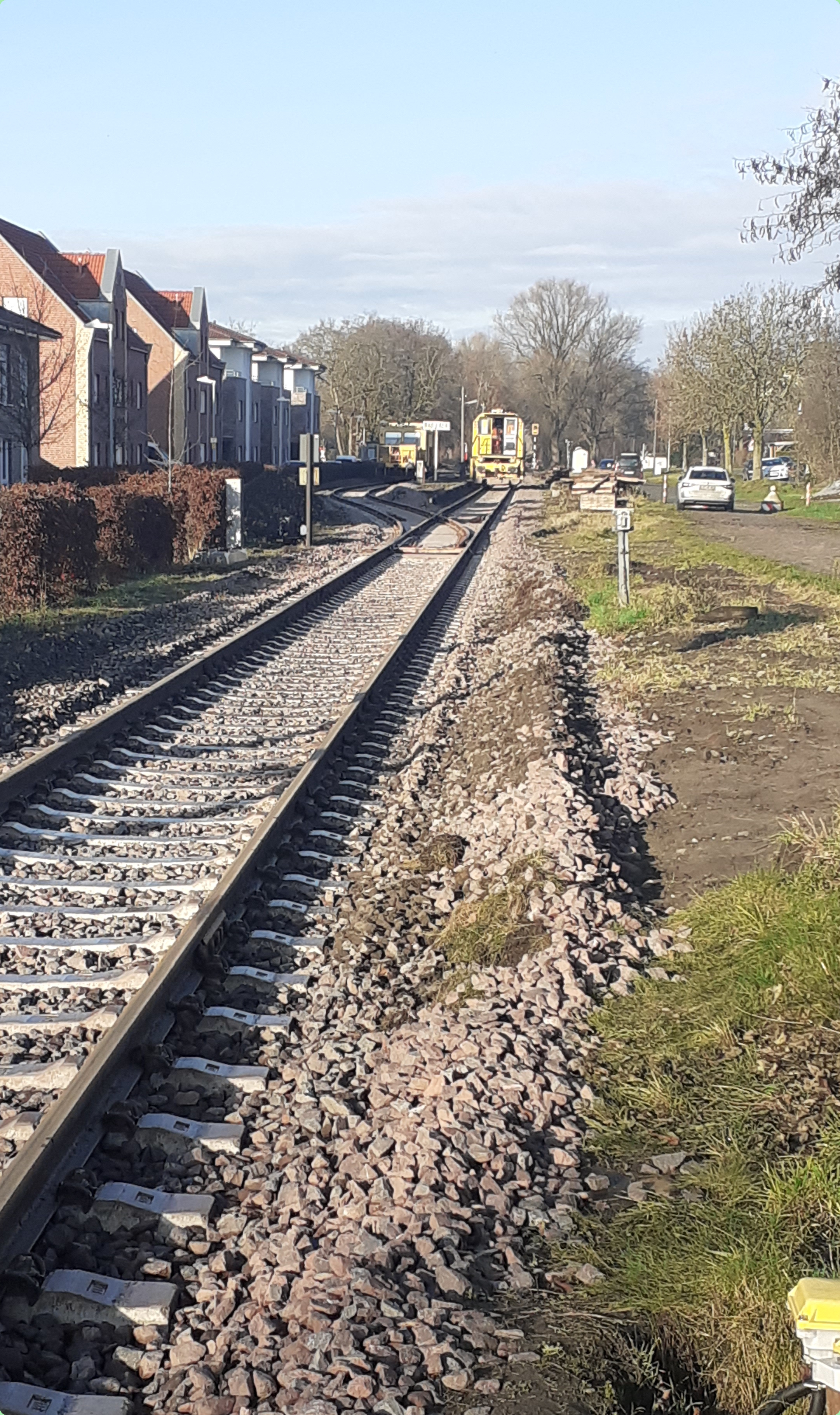
Bahnhof von Bad Laer am 16. Dezember 2020. Dort steht links eine Stopfmaschine und rechts ein Schotterplanierer.

## Geplante Wiederaufnahme des Personenverkehrs

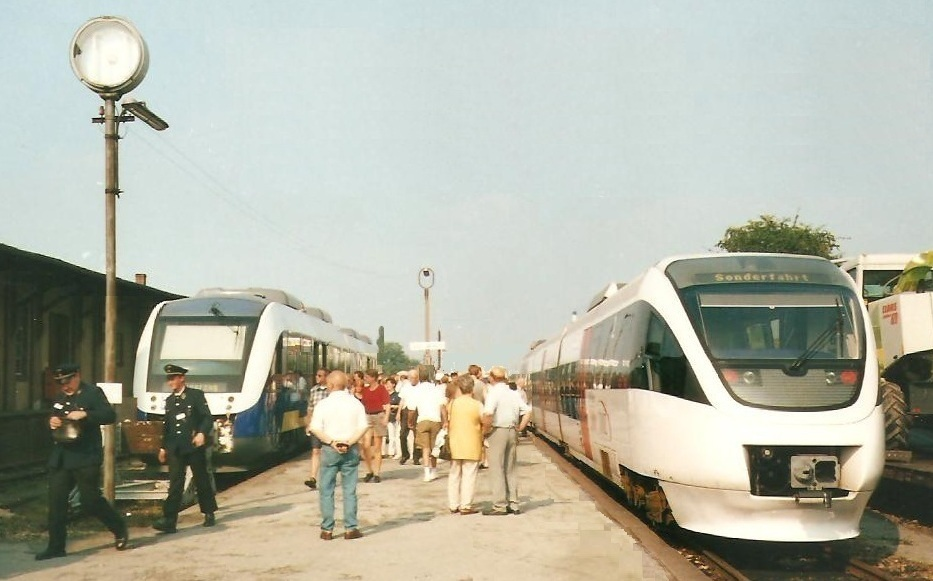
Zwei moderne Leichtbau-Niederflur-Triebwagen des Typ Alstom Coradia LINT und Bombardier Talent gaben bei der Jubiläumsfeier „100 Jahre Teutoburger Wald-Eisenbahn“ einen Ausblick auf den SPNV der Zukunft.

1996 thematisierte erstmals die Politik eine Reaktivierung des Schienenpersonennahverkehrs (SPNV) auf der TWE-Strecke. Seit Einstellung des Personenzugverkehrs sind besonders im Raum Gütersloh/Verl viele Gewerbestandorte, Wohngebiete, Schul- und Freizeiteinrichtungen in der Nähe der TWE entstanden, die neue Potenziale für Fahrgäste versprechen. Tausende Menschen pendeln zu den Großunternehmen Miele und Bertelsmann, die in fußläufiger Entfernung über die Bahn erreichbar wären.
Nach Berichten über den möglichen Verkauf und Liquidation der TWE fasste der Kreisausschuss Gütersloh am 22. Juni 2009 einstimmig den Grundsatzbeschluss, wonach „die Streckeninfrastruktur der Teutoburger Wald-Eisenbahn möglichst auf ihrer gesamten Länge Ibbenbüren – Lengerich – Gütersloh – Hövelhof als funktionsfähige nichtbundeseigene Eisenbahnstrecke des öffentlichen Verkehrs zu erhalten“ ist. Der Kreis Gütersloh und der Landrat sind aufgefordert, die TWE-Strecke für die heimische Wirtschaft und die Optionen des SPNV zu sichern.

### Harsewinkel–Gütersloh–Verl
Kurz nach Übernahme der TWE durch Captrain Deutschland informierte die Geschäftsführung im Mai 2010 auf einer Bürgermeisterkonferenz im Kreishaus Gütersloh über eine mögliche Einstellung des Güterverkehrs auf der Teutoburger Wald-Eisenbahn. Grund für diese Ankündigung sei der marode Oberbau der Strecke. An Gleisen und Brücken ständen in naher Zukunft erhebliche Investitionen an, die man nicht mehr übernehmen wolle, weil das Güterverkehrsaufkommen stark gesunken sei.
Gleichzeitig bekundete das Unternehmen Interesse, durch Maßnahmen zur Steigerung des Güterverkehrs sowie der vom Verkehrsverbund Ostwestfalen-Lippe (VVOWL) geplanten Reaktivierung des SPNV im Abschnitt Harsewinkel – Gütersloh – Verl die Strecke langfristig auszulasten und zu erhalten. Das Unternehmen appellierte an Entscheidungsträger im Kreis Gütersloh und in den Kommunen, das SPNV-Projekt zu unterstützen.
Zunächst zeigte sich die Stadt Gütersloh weniger an einer Unterstützung interessiert als die anderen Anliegergemeinden, weil sie weniger Nutzen von einer Reaktivierung habe und zum Erreichen des ermittelten Nutzen-Kosten-Verhältnisses eigene Parallelangebote reduzieren müsse. Dennoch beschlossen im September 2010 sowohl der Kreis als auch im Oktober 2010 die beteiligten drei Städte Harsewinkel, Gütersloh und Verl, die Betriebskosten einer Reaktivierung mit insgesamt einer Million Euro jährlich an den Aufgabenträger VVOWL zu bezuschussen.
Nach der unmittelbar darauf gestarteten europaweiten Ausschreibung zum OWL-Dieselnetz haben die Aufgabenträger im Juli 2011 die Leistungen für das Los Nord, das als Option die TWE-Strecke Harsewinkel – Gütersloh – Verl enthält, ab Dezember 2013 an die in Bielefeld ansässige Eurobahn (Keolis Deutschland GmbH & Co. KG) vergeben. Die Option umfasste zusätzliche 260.000 Zugkilometer pro Jahr und hätte bis Dezember 2014 gezogen werden können, was allerdings ausblieb.
Die TWE-Strecke Versmold – Harsewinkel – Gütersloh – Verl – Hövelhof ist im nordrhein-westfälischen Infrastrukturbedarfsplan von 2006 mit der Stufe 2 enthalten. Als Ergebnis einer standardisierten Bewertung von Ende September 2010 wird für den Abschnitt Harsewinkel – Gütersloh – Verl ein Nutzen-Kosten-Verhältnis von 1,98 angenommen. Im Nahverkehrsplan des Zweckverbandes Nahverkehr Westfalen-Lippe (NWL) vom Oktober 2011 sind wegen der verhältnismäßig hohen Siedlungsdichte bis zu neun Zwischenhaltepunkte für den 25,1 Kilometer langen Abschnitt vorgesehen: Harsewinkel, Marienfeld, Blankenhagen, Gütersloh Hbf, Gütersloh Carl-Miele-Straße, Gütersloh Auf der Haar, Spexard, Verl Eiserstraße, Verl. Im Einzugsbereich dieser Stationen leben rund 49.000 Einwohner.
Zur Vorbereitung und Beschleunigung der Reaktivierungsprojekte in Westfalen-Lippe gab die NWL-Verbandsversammlung am 18. Dezember 2012 u. a. Fördermittel für Planungskosten zur Bauvorbereitung von SPNV-Vorhaben auf der TWE-Strecke frei. Daraufhin schrieb die TWE am 23. Mai 2013 die eisenbahntechnischen Vermessungsarbeiten zwischen Verl und Harsewinkel öffentlich aus. Die Leistungen umfassen im Hinblick auf die SPNV-Reaktivierung u. a. die Vermessung auf circa 26 Kilometer Gleislänge inklusive des Anschlusses Gütersloh Hbf/Gütersloh Nord, 77 Bahnübergänge, Nebenanlagen und vorhandene Bahnsteige.
Ein im Dezember 2014 den Gremien des VVOWL und NWL vorliegendes Gutachten bezifferte das Investitionsvolumen für den SPNV-tauglichen Streckenausbau für 80 km/h Höchstgeschwindigkeit auf 31,7 Millionen Euro. Des Weiteren werden bis zu 4.915 Fahrgäste täglich und eine Zeitersparnis gegenüber dem Linienbus von circa 15 Minuten prognostiziert.
Im Dezember 2014 beschloss die NWL-Zweckverbandsversammlung einstimmig, die Vorplanungsergebnisse der Stufen 1 und 2 dem Land NRW für eine Neubewertung der SPNV-Reaktivierungsmaßnahme Harsewinkel – Verl kurzfristig zur Verfügung zu stellen. Daraufhin verständigten sich Vertreter des NRW-Verkehrsministeriums und des Zweckverbands auf eine vorgezogene Bewertung der Planungen. Die im Dezember 2018 beim Zweckverband Nahverkehr Westfalen-Lippe (NWL) veröffentlichte Standardisierte Bewertung weist für das Nahverkehrsprojekt mit einem Kosten-Nutzen-Faktor von 1,6 den für die Landesförderung der Investitionen und die Finanzierung der zukünftigen Betriebskosten notwendigen volkswirtschaftlichen Nutzen nach. Die Machbarkeitsstudie prognostizierte u. a., dass täglich 3.000 Autofahrten auf die Schiene verlagert werden könnten, was zu Ticketerlösen, weniger Unfällen und Staus sowie positiven Effekten für die Wirtschaft führen würde. Die Maßnahme sollte über den Regionalrat in Detmold beim Land Nordrhein-Westfalen zur Aufnahme in den ÖPNV-Bedarfsplan angemeldet und über den Verkehrsausschuss für die Aufnahme in den Infrastrukturfinanzierungsplan vorgeschlagen werden. Sofern 2019 die endgültige Entscheidung über eine Landesförderung der nunmehr auf 34,5 Millionen Euro bezifferten Projektes erfolgt, sehen die Planungen eine Betriebsaufnahme für das Jahr 2023 vor.
Im April 2022 veröffentlichte der Verkehrsverbund Rhein-Ruhr im europäischen Amtsblatt eine Ex-ante-Transparenzbekanntmachung zur Aufstockung eines bereits vergebenen Auftrages zur Fahrzeugbereitstellung von 63 Fahrzeugen für das Netz Niederrhein-Münsterland-Netz um zehn zusätzliche Fahrzeuge für die Linien RB 68 Münster – Sendenhorst und RB 76 Verl – Gütersloh – Harsewinkel. Dabei handelt es sich um Batterie-Oberleitungstriebzüge des Typs Civity des Herstellers CAF mit 160 Sitzplätzen. Die Fahrzeuge sollen ab Dezember 2025 bereitgestellt werden und von CAF über 30 Jahre instand gehalten werden. Ursprünglich hatte der NWL eine eigene Fahrzeugbeschaffung zusammen mit anderen Linien geplant. Diese verzögert sich allerdings, da der Infrastrukturbetreiber Elektrifizierungsmaßnahmen nicht zeitgerecht umsetzen kann.
Im August 2023 kündigte der Zweckverband NWL an, dass die Wiederaufnahme des Personenverkehrs zwischen Harsewinkel und Verl erst für 2027 angestrebt wird. Zuvor war eine Betriebsaufnahme im Jahr 2025 vorgesehen.
Im Februar 2025 wurde eine umfassende Potenzialstudie zur Reaktivierung der TWE-Strecke für den Güterverkehr abgeschlossen.

### Verl–Hövelhof
Die angrenzende Teilstrecke Verl–Hövelhof wird von den dortigen Bürgermeistern und dem Institut für Systemdynamik und Mechatronik der Fachhochschule Bielefeld auf ihre Eignung für einen „Urban Rail“-Testbetrieb mit selbstfahrenden Schienenfahrzeugen überprüft.

### Ibbenbüren–Lengerich
Nach einem Beschluss des Zweckverbands SPNV Münsterland vom 25. Mai 2020 wurde eine Machbarkeitsstudie zur Reaktivierung des Schienenpersonennahverkehrs im Abschnitt Ibbenbüren – Lengerich in Auftrag gegeben. Die Machbarkeitsstudie kam 2024 zu einem positiven Ergebnis.

### Lengerich–Versmold
Im Oktober 2023 gab das niedersächsische Verkehrsministerium bekannt, dass der Streckenabschnitt zu einem von 14 Projekten gehört, die für die zweite Prüfstufe ausgewählt wurden.

## MuseumsbahnverkehrTeuto-Express

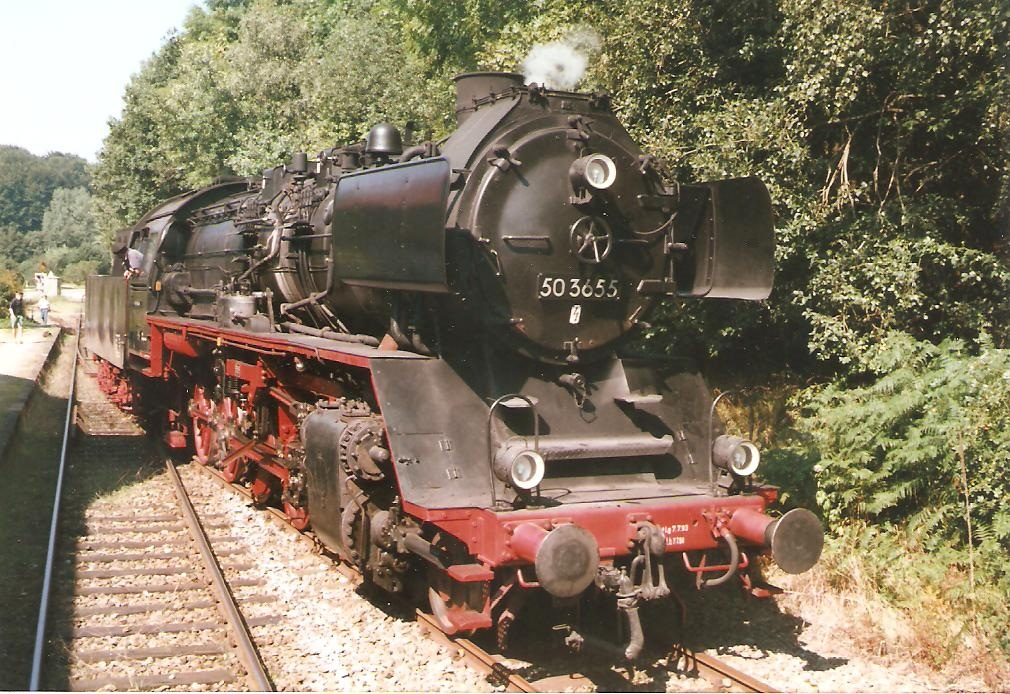
Dampflok 50 3655 des Teuto-Express in Brochterbeck

Bereits vor Einstellung des regulären Personenzugbetriebs verkehrten auf der Teutoburger Wald-Eisenbahn Sonderzüge für Schul- und Betriebsausflüge mit bis zu 1.000 Personen.
In Folge des 1977 im gesamten Netz der damaligen Deutschen Bundesbahn (DB) verhängten Dampflokverbots fanden Eisenbahnvereine auch bei der nicht in Bundesbesitz befindlichen Privatbahnstrecke der TWE neue Einsatzmöglichkeiten für ihre Dampflokomotiven. In der Folgezeit kamen auf den landschaftlich reizvollen Abschnitten der Teutoburger Wald-Eisenbahn historische Sonderzüge mit den Dampfloks 01 150, 24 009, 24 083, 38 1772, 44 404 zum Einsatz, die sich zu einem Sympathieträger für die TWE entwickelten.
1977 entstand an dem zur Naherholung angelegten Ibbenbürener Aasee ein neuer Museumsbahn-Haltepunkt für den zeitgleich vom Tecklenburger Land Tourismusverband initiierten Teuto-Express, der ehrenamtlich durch den in Lengerich beheimateten Förderverein Eisenbahn-Tradition betrieben wird.
Der Museumszug präsentiert mit seiner Schlepptenderlokomotive 50 3655, Tenderlokomotive 78 468, Diesellokomotive V 36 412 und 14 restaurierten Personenwagen als „rollendes Museum“ im nördlichen Abschnitt Ibbenbüren–Tecklenburg–Lengerich–Lienen–Bad Iburg–Bad Laer die breite Typenvielfalt früherer Eisenbahnepochen.

## Trivia

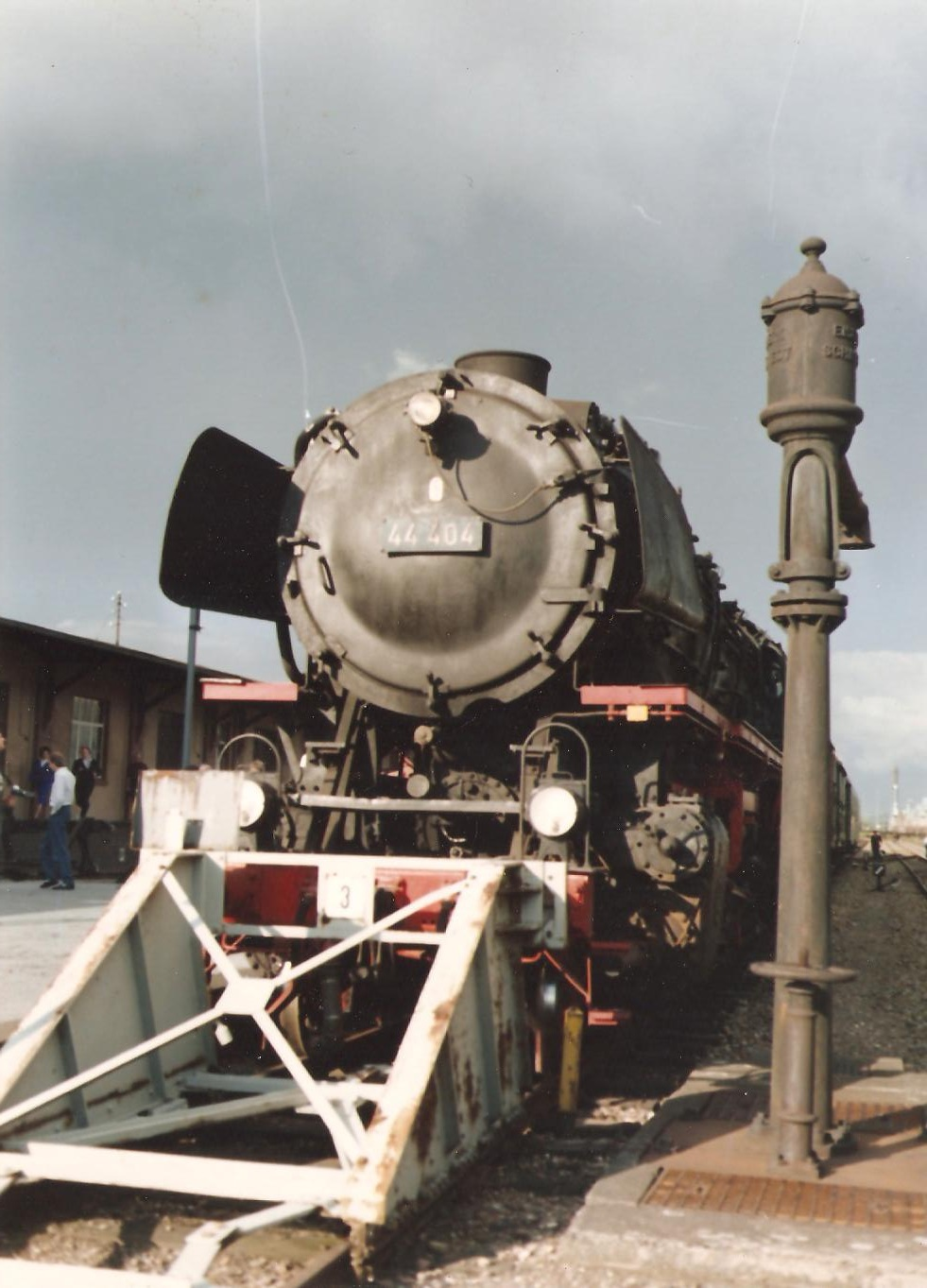
Wasserkran und Prellbock des Gütersloher Nordbahnhofs stehen seit 1992 unter Denkmalschutz.

### Denkmalschutz
Das von der Braunschweiger Eisenbahnsignal-Bauanstalt Max Jüdel & Co. hergestellte ehemalige Iburger Einfahrtsignal ist als einziges Formsignal der TWE-Strecke erhalten geblieben; es gehört heute der Dampf-Kleinbahn Mühlenstroth in Gütersloh-Isselhorst.
Der Wasserkran aus der Dampflokzeit und zwei Prellböcke am Bahnsteigkopf des Gütersloher TWE-Bahnhofs stehen unter Denkmalschutz und sind am 17. Februar 1992 unter Nr. A192 in die Liste der Baudenkmäler in Gütersloh aufgenommen worden.
Am 5. Februar 2013 beauftragte der Hauptausschuss der Stadt Lengerich beim LWL-Amt für Denkmalpflege in Münster die Prüfung der Denkmalschutzwürdigkeit der TWE-Gebäude und -Anlagen in Lengerich-Hohne (Personenbahnhof, Kreuzungsbauwerk, Fahrzeughalle, Lokwerkstatt, Kesselschmiede, Verwaltungs- und Nebengebäude). Historiker vom Aktionsbündnis pro TWE hatten zuvor in einem Bürgerantrag die kulturelle Bedeutung des Ensembles als Zeugnis für die Geschichte der Privat-, Klein- und Nebenbahnen in Westfalen dargestellt.

### Neugotisches Replikat

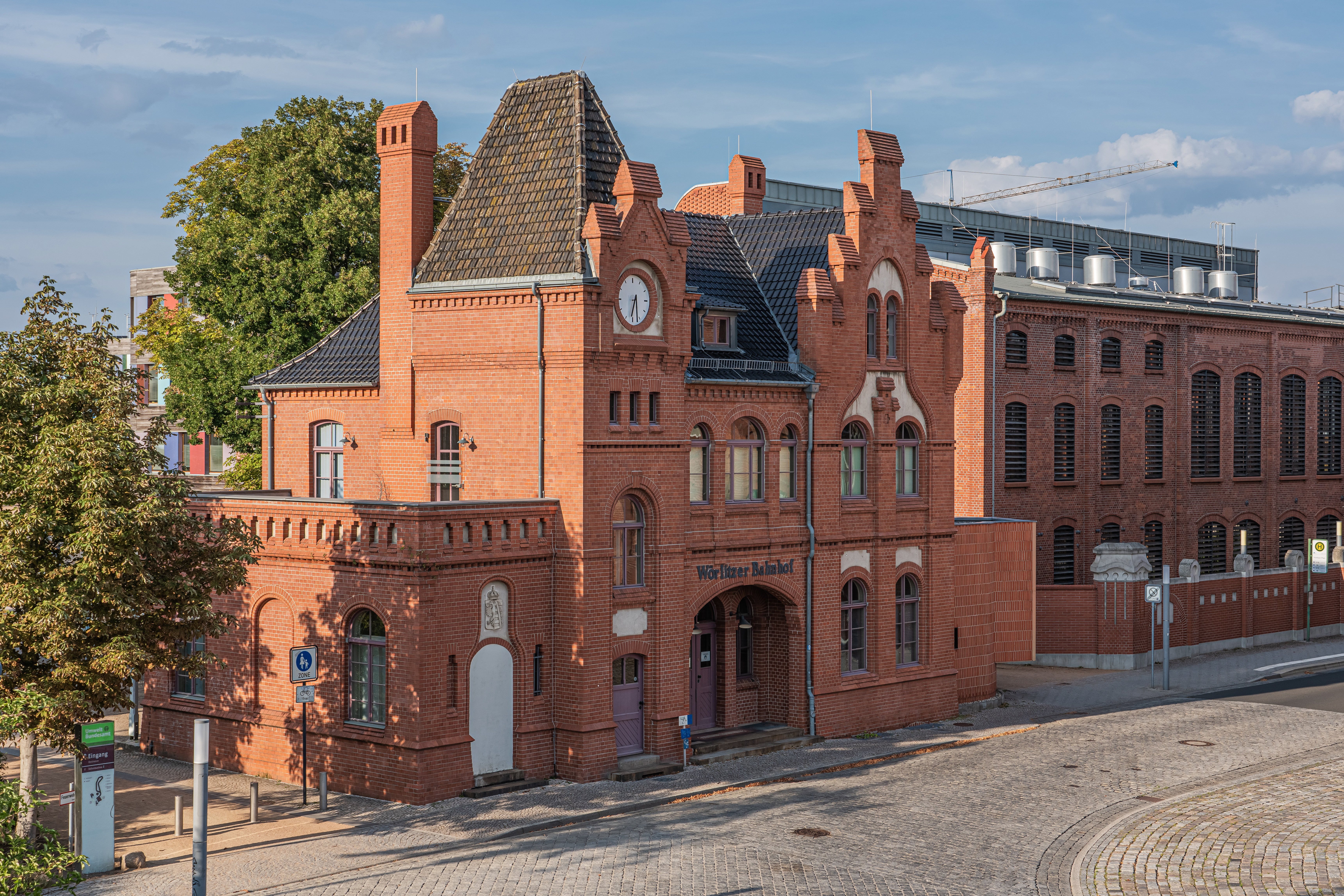
„Wörlitzer Bahnhof“ in Dessau-Roßlau …
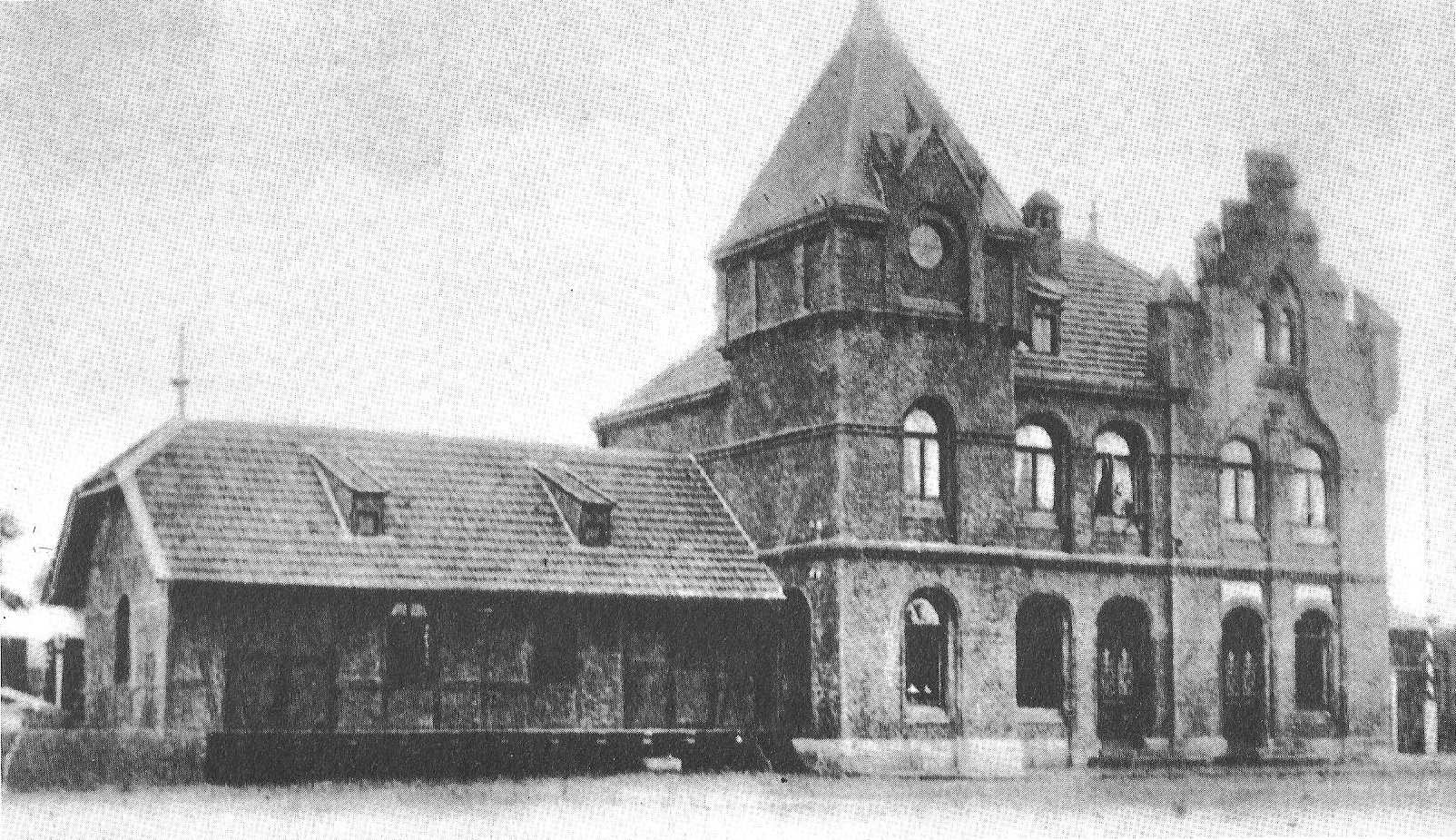
… und „Teutoburger Wald-Bahnhof“

Der erste „Teutoburger Wald-Bahnhof“ in Gütersloh entstand im Jahre 1900 ungefähr dort, wo sich heute im Hauptbahnhof das Gleis 1 in Höhe der Radstation befindet. Obwohl das einstige neugotische Backsteingebäude bereits im September 1925 abgerissen wurde, kann man sich noch heute einen Eindruck von einem fast identischen Bauwerk machen.
Bildvergleiche sowohl von der Bahnsteig- wie auch der markanten Straßenseite mit Treppengiebel und Uhrenturm belegen, dass das Bauunternehmen Vering & Waechter bei Errichtung der ursprünglichen TWE-Endstation in Gütersloh seinerzeit auf bestehende architektonische Pläne des eigenen Hauses für den bereits 1894 eröffneten Wörlitzer Bahnhof in Dessau zurückgegriffen hatte. Während die Gütersloher Kopie einen zweckmäßigen Anbau mit Güterabfertigung aufwies, verfügte das Dessauer Vorbild des Architekten Lembke in der damaligen Residenzstadt des Herzogtums Anhalt stattdessen über einen kleinen Anbau für das Fürstenzimmer.

## Bildergalerie

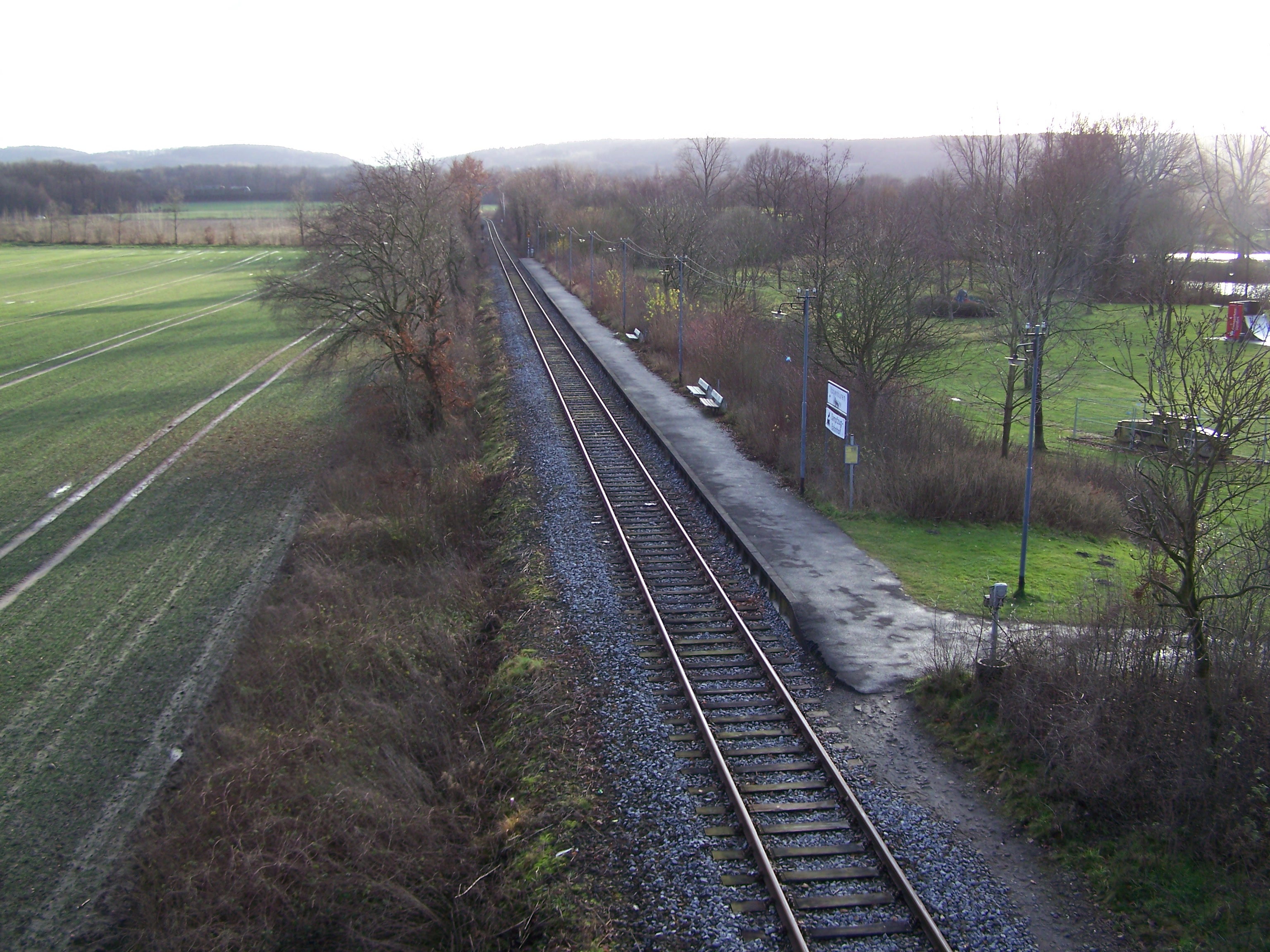
„Teuto-Express“-Bahnsteig Ibbenbüren-Aasee mit Strecke ins Bocketal zum Pass bei Brochterbeck
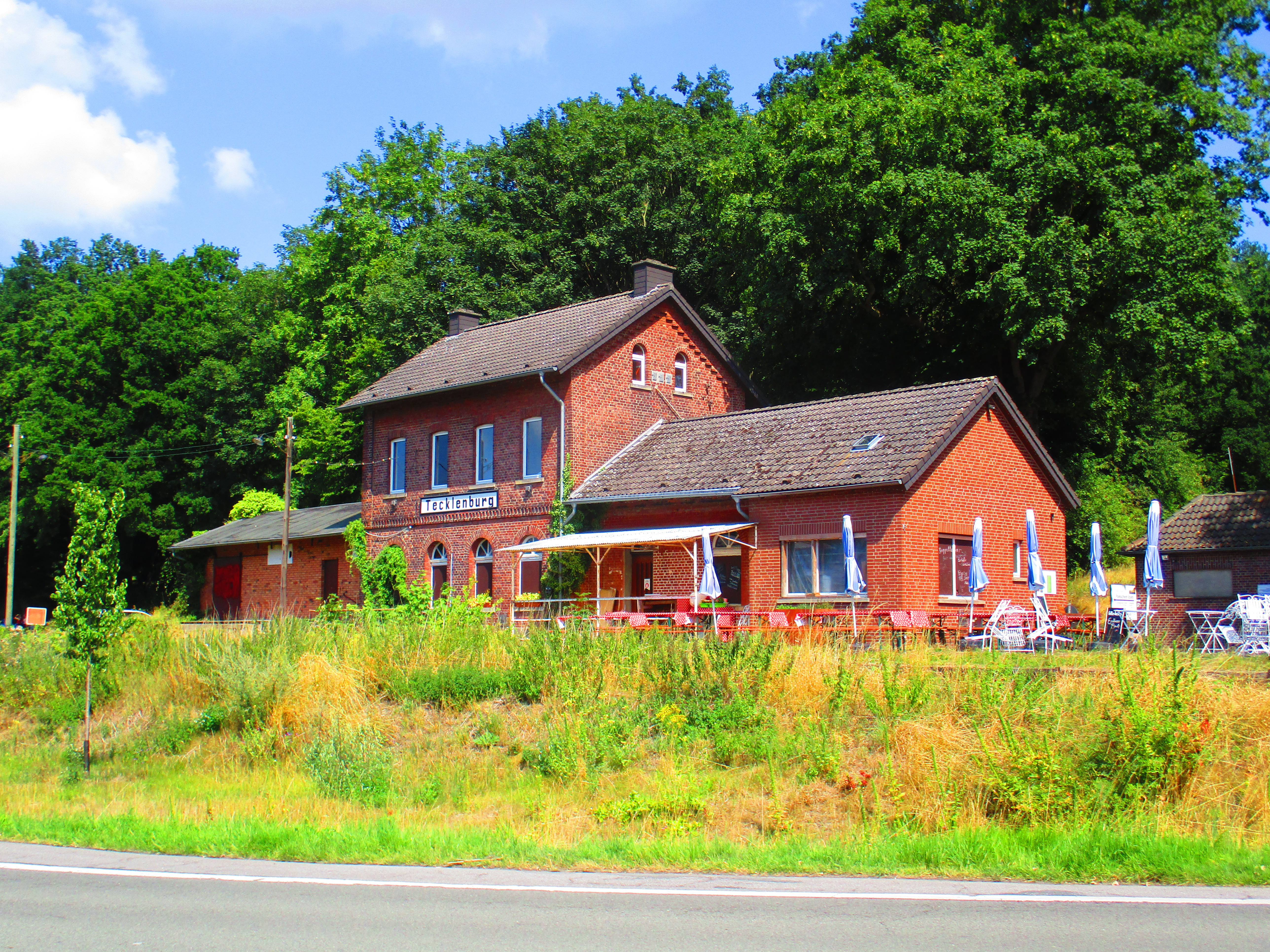
Das Bahnhofsgebäude Tecklenburg (von 1901) ist inzwischen in Privatbesitz
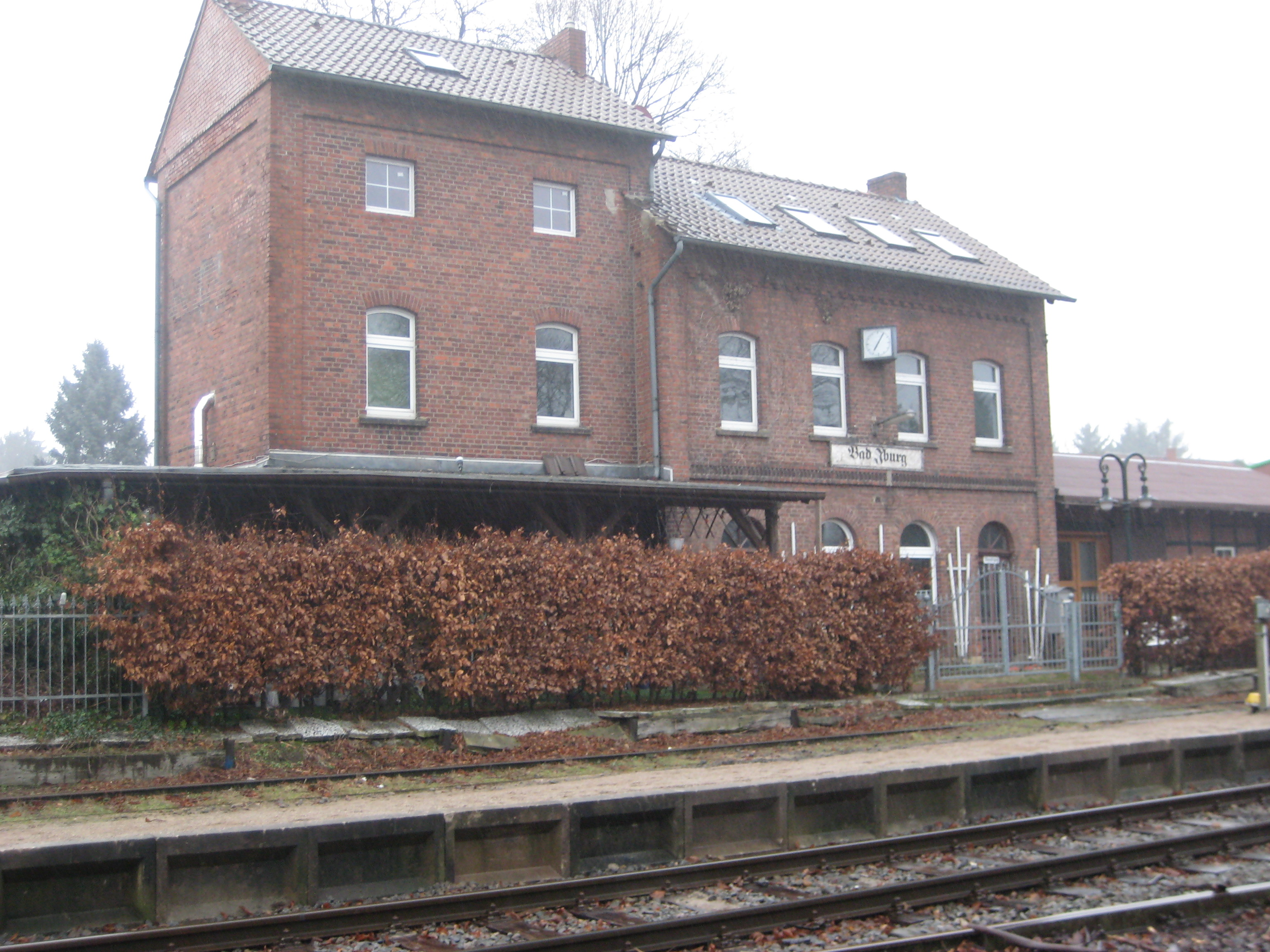
Bahnhof Bad Iburg (von 1901, Anbau mit Wasserturm 1927 ergänzt) ist höchster Punkt der TWE-Strecke
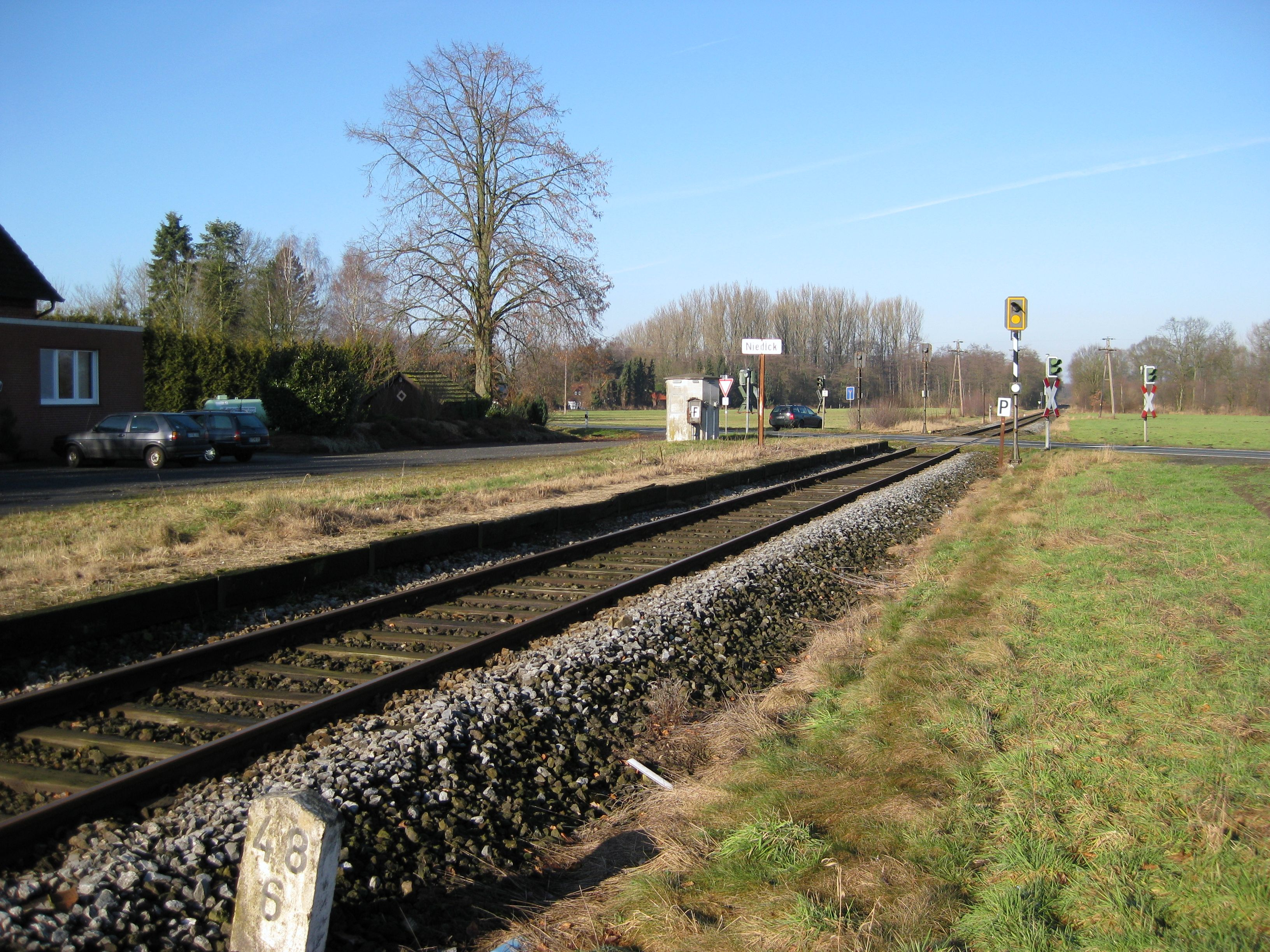
Ehem. TWE-Haltepunkt Niedick zwischen Versmold und Harsewinkel
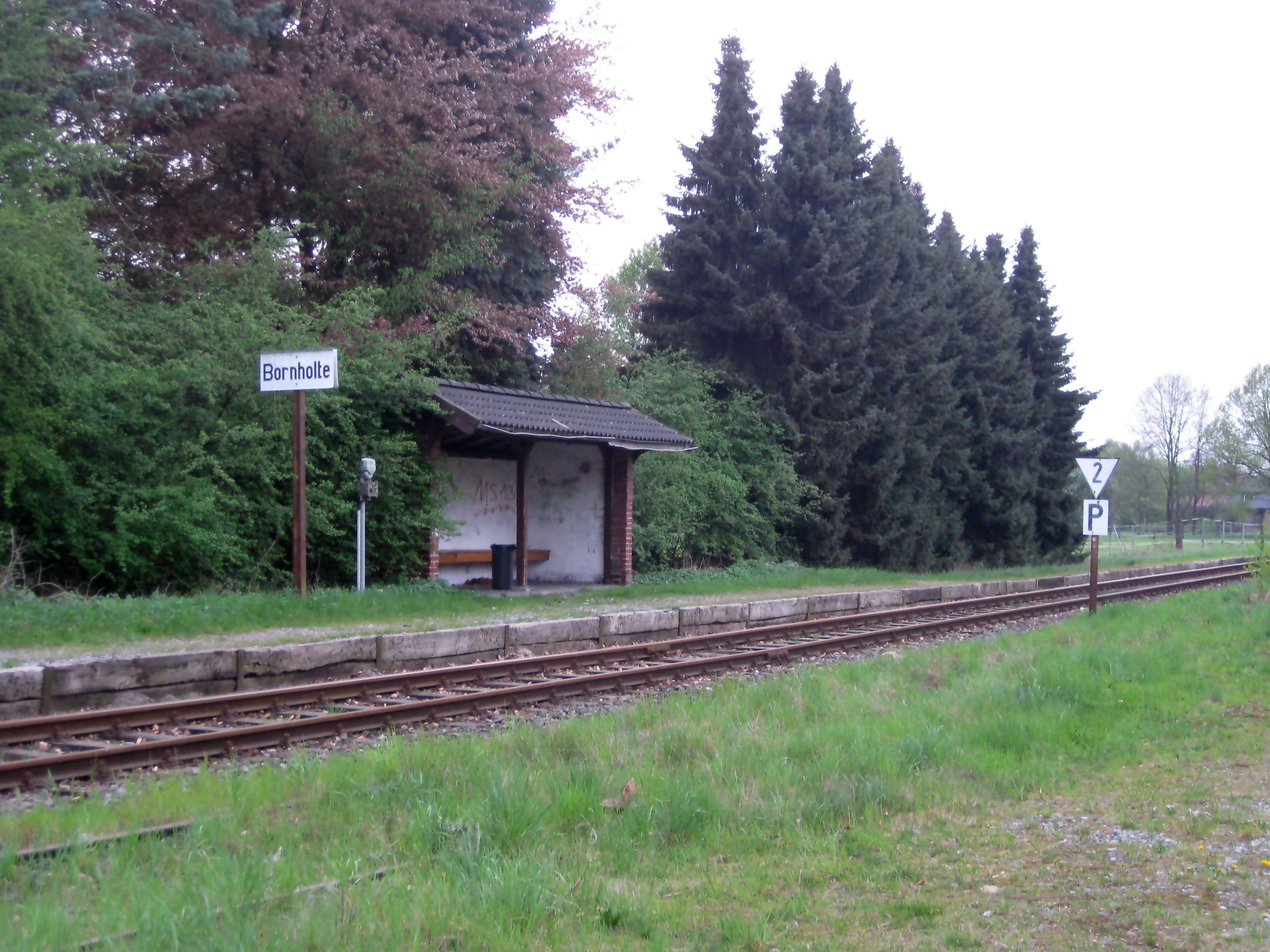
Ehem. TWE-Haltepunkt Bornholte mit Wartehalle zwischen Verl und Kaunitz
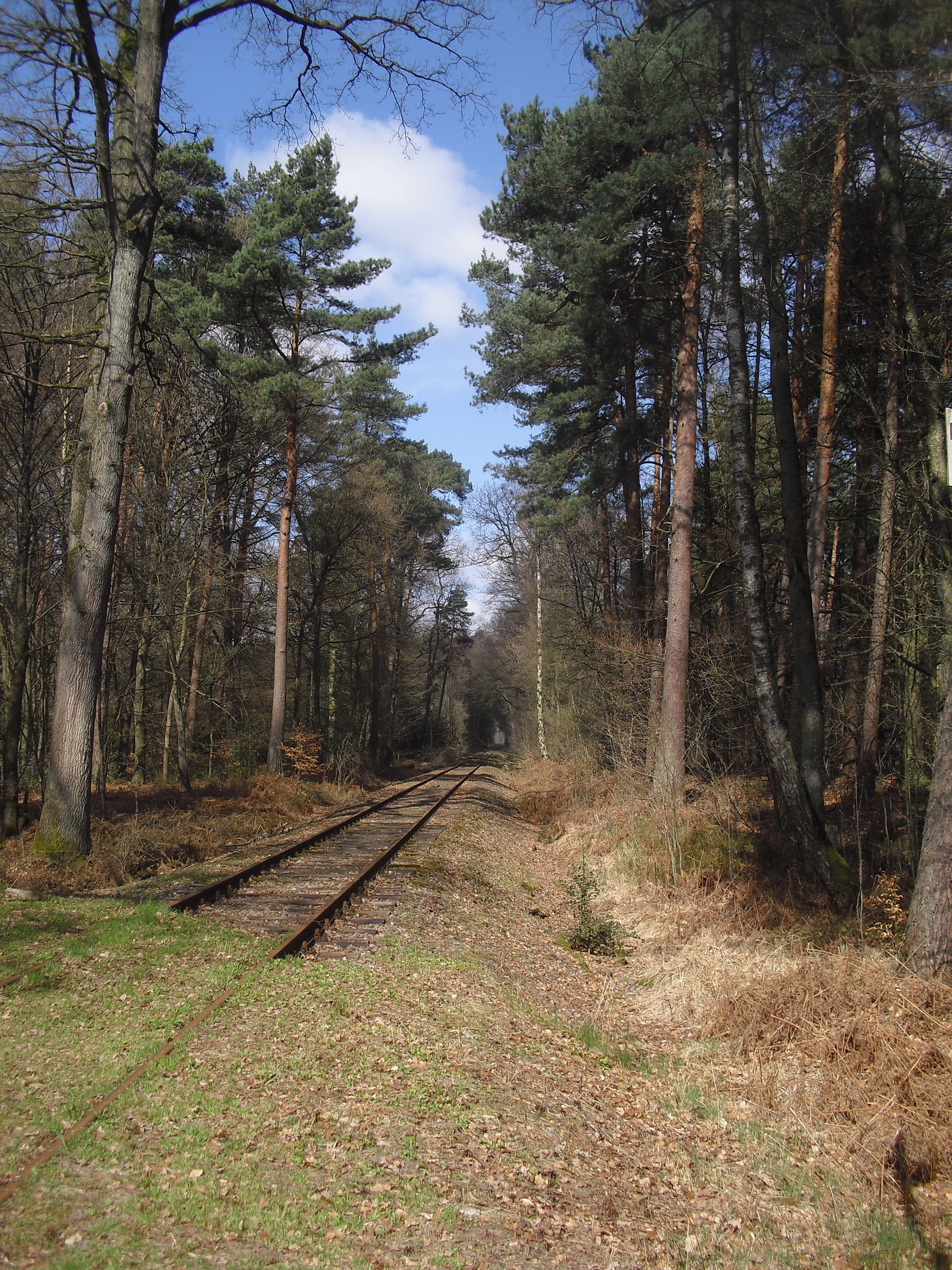
Bei Espeln-Riege wird im Ramselbruch ein für die Senne typischer Kiefernwald durchquert
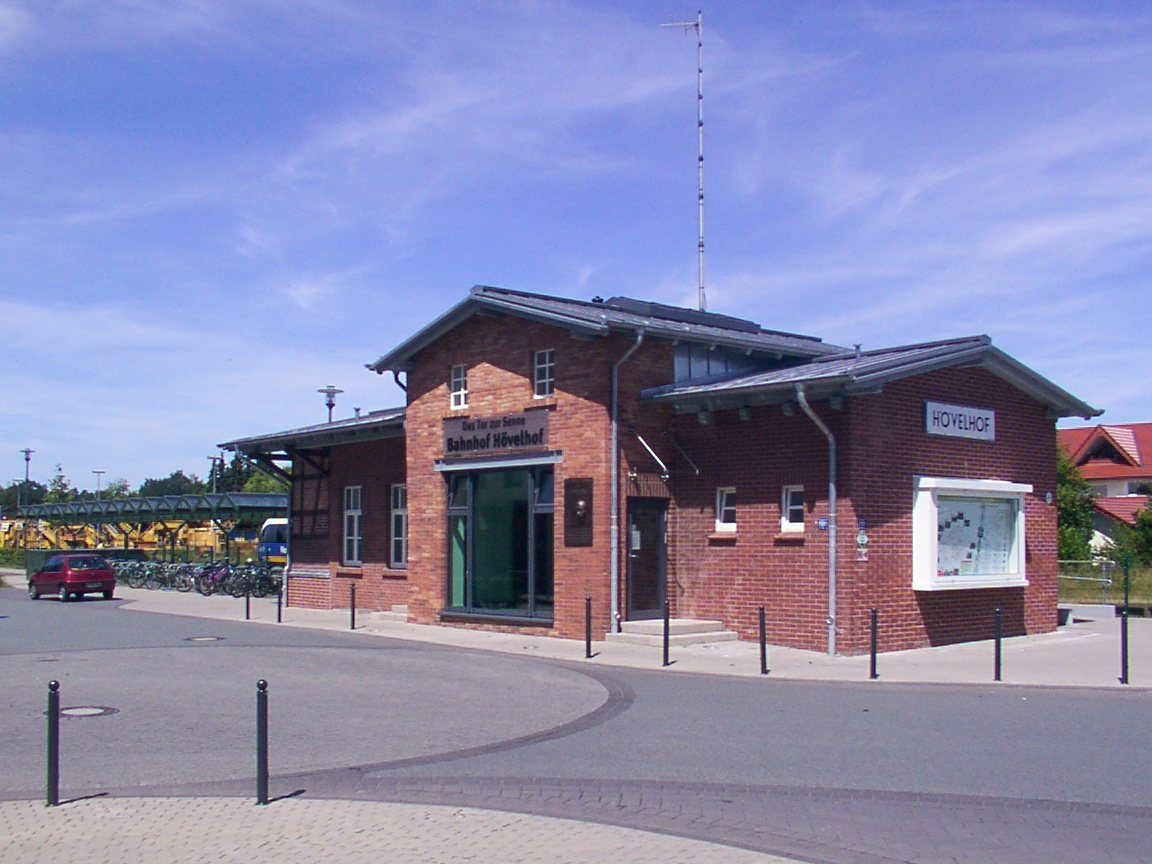
An der Einmündung in die Sennebahn endet die TWE in Hövelhof